# Liste von Söhnen und Töchtern Brüssels
Diese Liste umfasst – ohne Anspruch auf Vollständigkeit – in Brüssel-Hauptstadt geborene und mit einem Artikel in der deutschsprachigen Wikipedia vertretene Personen.

## 7. bis 15. Jahrhundert

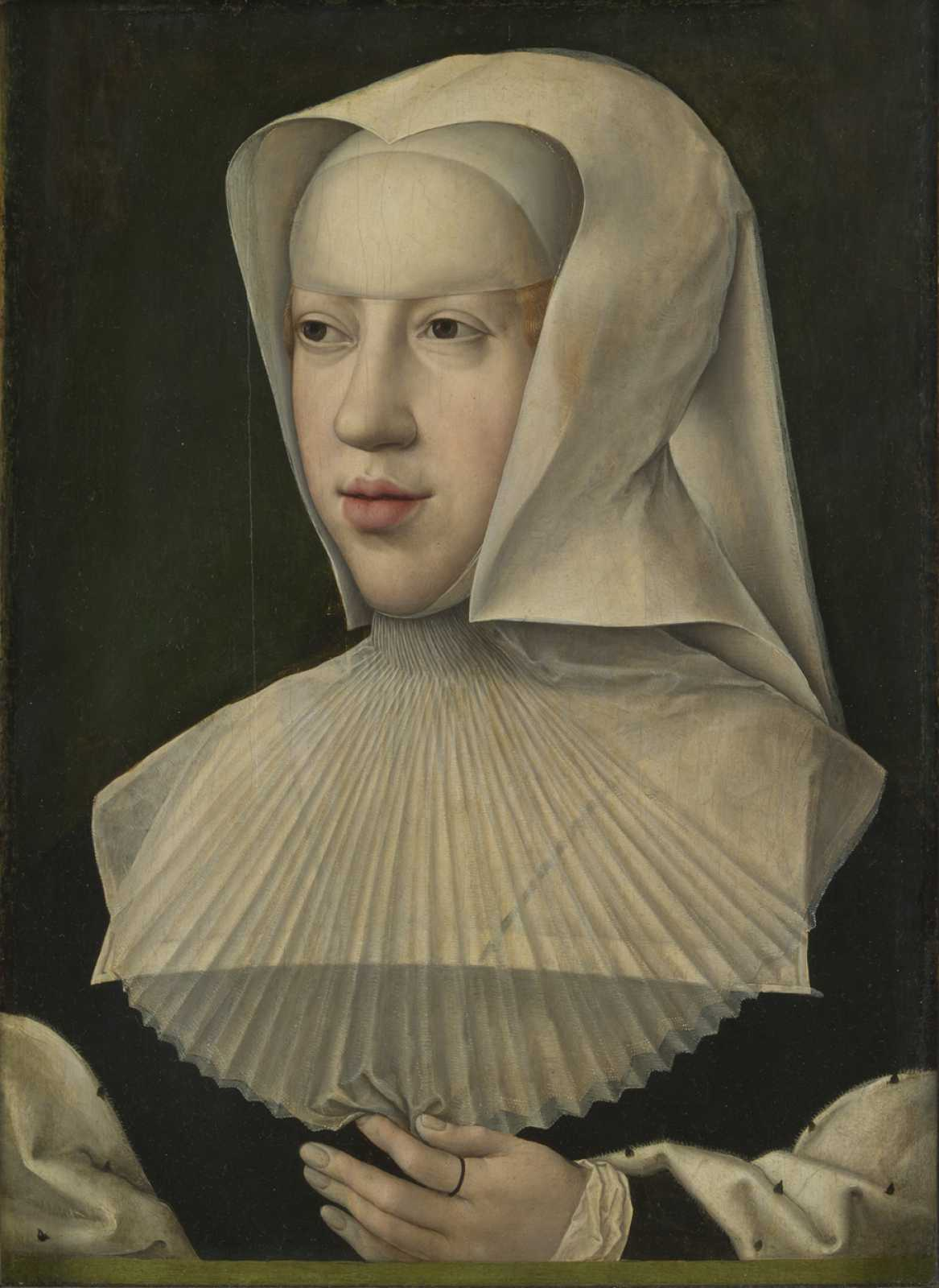
Margarete von Österreich
(1480–1530)

### 601–1400
- Gudula von Brüssel und Eibingen († zwischen 680 und 714), Patronin der Stadt und des Staates Belgien

### 1401–1500
- Maria von Burgund (1457–1482), Herzogin von Burgund
- Johannes Mauburnus (um 1460–1502), niederländischer Augustiner-Chorherr, Theologe und Erbauungsschriftsteller
- Philipp von Burgund (1464–1524), Admiral der Niederlande und Bischof von Utrecht
- Margarete von Österreich (1480–1530), österreichische Prinzessin, Regentin der Niederlande
- Bernard van Orley (1491/1492–1542), flämischer Maler

## 16. Jahrhundert

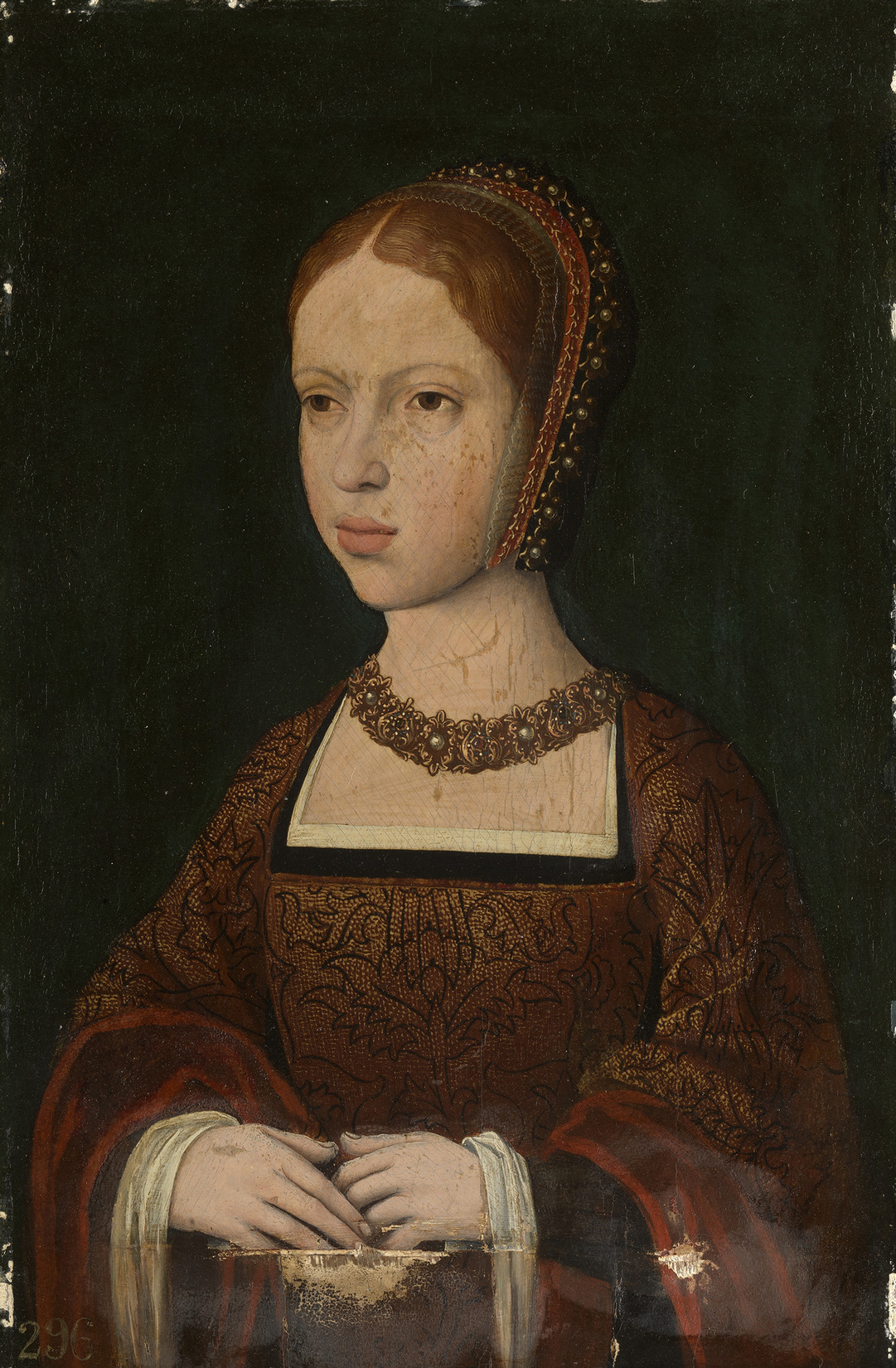
Isabella von Österreich
(1501–1526)

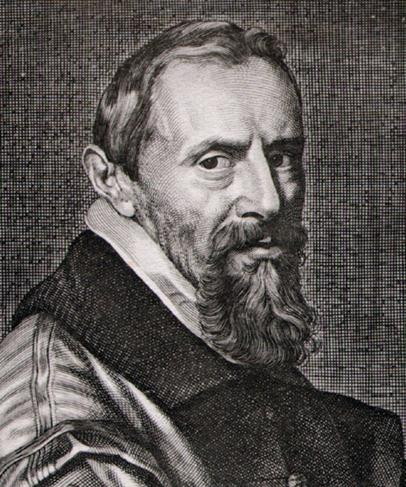
Aubertus Miraeus
(1573–1640)

### 1501–1550
- Isabella von Österreich (1501–1526), Infantin von Spanien, Erzherzogin von Österreich und Königin von Dänemark, Schweden und Norwegen
- Pedro de Campaña (1503–1580), flämischer Maler
- Maria von Ungarn (1505–1558), Prinzessin von Kastilien, Österreich sowie Burgund und Königin von Böhmen und Ungarn
- Andreas Vesalius (1514–1564), Anatom und gilt als Begründer der neuzeitlichen Anatomie sowie des morphologischen Denkens in der Medizin
- Karl I. (1516–1576), Graf von Hohenzollern
- Leonhard I. von Taxis (≈1522–1612), Generalpostmeister des 16./17. Jahrhunderts
- Ludwig von Boisot (≈1530–1576), niederländischer Admiral
- Heinrich von Brederode (1531–1568), flämischer Vorkämpfer für die Befreiung der Niederländer von der spanischen Herrschaft
- Philips van Marnix (1540–1598), niederländischer Schriftsteller, Offizier und Politiker
- Joos van Winghe (1542–1603), flämischer Historienmaler

### 1551–1600
- Lamoral von Taxis (1557–1624), Generalpostmeister des 17. Jahrhunderts
- Joachim Denich (1560–1633), deutscher Rechtsgelehrter und Universitätsprofessor
- Nicolas Gistou (≈1560–1609), dänischer Komponist
- Johannes Miraeus (1560–1611), römisch-katholischer Bischof von Antwerpen
- Pieter Brueghel der Jüngere (1564–1638), brabantischer Genremaler
- Franciscus Aguilonius (1567–1617), Mathematiker und Physiker
- Jan Brueghel der Ältere (1568–1625), flämischer Maler
- Maria von Eicken (1571–1636), Ehefrau des Markgrafen Eduard Fortunat von Baden
- François van Aerssen (1572–1641), niederländischer Diplomat
- Odo van Maelcote (1572–1615), Jesuit, Astronom und Mathematiker
- Aubertus Miraeus (1573–1640), Kirchenhistoriker und römisch-katholischer Geistlicher
- Jan Jacobs (1575–1650), flämischer Goldschmied
- Adriaan van de Spiegel (1578–1625), flämischer Anatom, Chirurg und Botaniker
- Johan Baptista van Helmont (1580–1644), flämischer Universalwissenschafter, Arzt, Naturforscher und Chemiker
- Herman Hugo (1588–1629), Jesuit
- Alexandrine von Taxis (1589–1666), Generalpostmeisterin des 17. Jahrhunderts
- Philipp Alegambe (1592–1652), Jesuit und Historiker
- Leonhard II. von Taxis (1594–1628), Generalpostmeister des 17. Jahrhunderts
- François Duquesnoy (1597–1643), flämischer Bildhauer
- François Caron (≈1600–1673), Generaldirektor der Niederländischen Ostindien-Kompanie und Generaldirektor der Französischen Ostindien-Kompanie

## 17. Jahrhundert

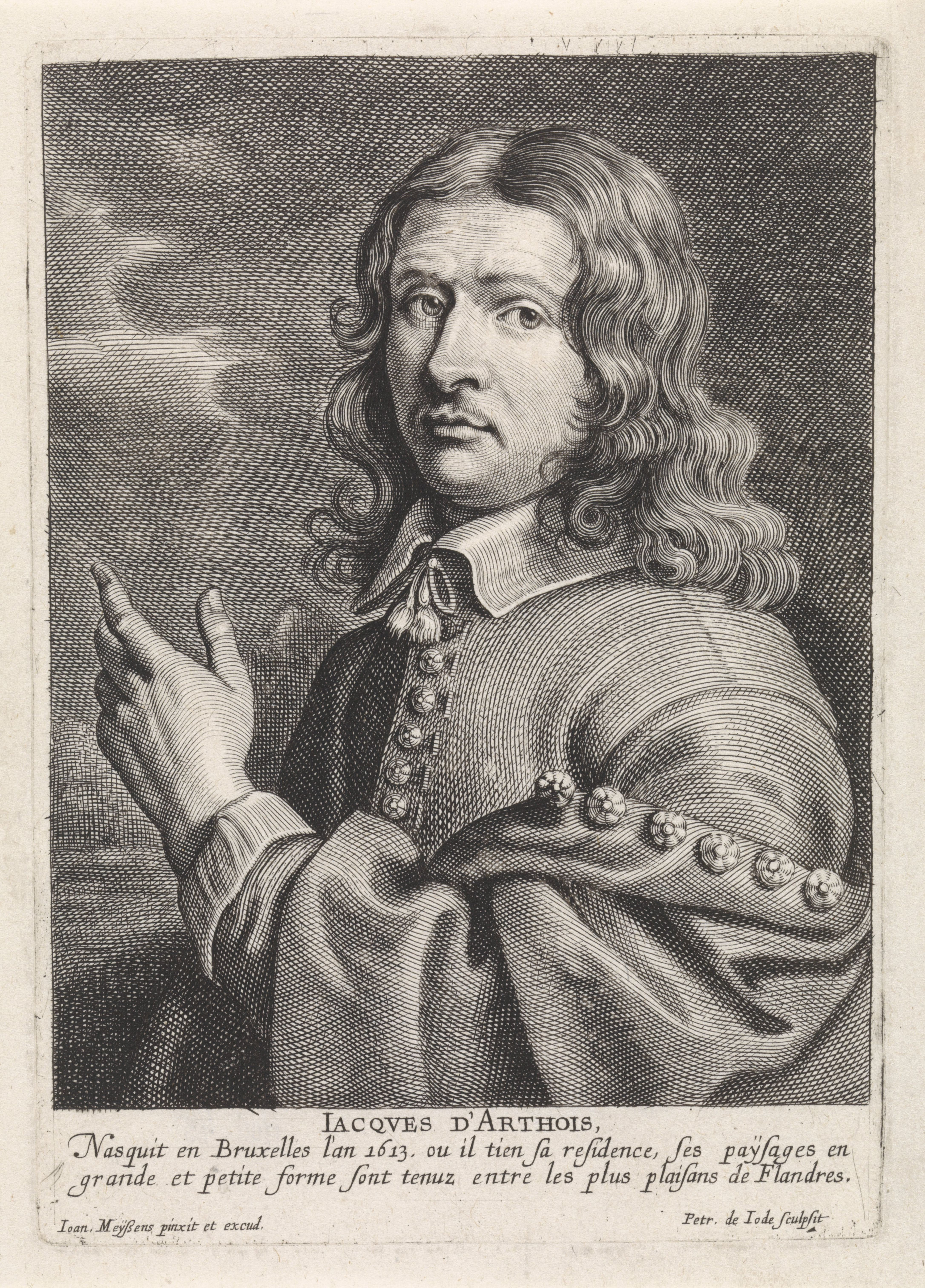
Jacques d’Arthois
(1613–1686)

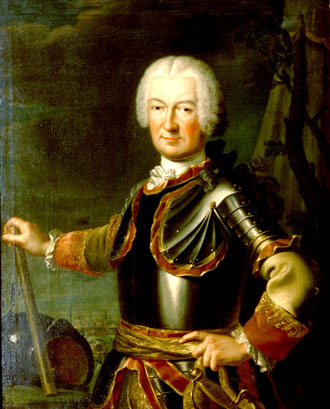
Leopold Philipp
(1690–1754)

### 1601–1650
- Philippe de Champaigne (1602–1674), französischer Maler
- Johann von Goëss (1612–1696), römisch-katholischer Bischof von Gurk und Kardinal
- Jacques d’Arthois (1613–1686), flämischer Landschaftsmaler
- Philippe van Wichel (1614–1675), niederländisch-belgischer Komponist, Violinist und Zinkenist
- Charles de Noyelle (1615–1686), Ordensgeneral der Societas Jesu
- Michiel Sweerts (1618–1664), flämischer Maler und Radierer
- Albert D’Orville (1621–1662), Jesuit, Missionar in China und Kartograph
- Alphonsus de Berghes (1624–1689), römisch-katholischer Theologe und Erzbischof von Mecheln
- Gillis van Tilborgh (um 1625–1678), flämischer Maler
- Lucas Achtschellinck (1626–1699), flämischer Landschaftsmaler
- Adam Frans van der Meulen (1632–1690), flämischer Schlachten-, Genre- und Landschaftsmaler
- Karl Eugen (1633–1681), Herzog von Arenberg
- Francis Van Bossuit (1635–1692), flämischer Bildhauer
- Albert Octave t’Serclaes de Tilly (1646–1715), spanischer Kriegsrat und Generalfeldmarschall
- Claude Frédéric t’Serclaes van Tilly (1648–1723), Feldmarschallleutnant des Heiligen Römischen Reiches
- Charles Henri de Lorraine-Vaudémont (1649–1723), französischer Adeliger, Thronpädententant für das Herzogtum Lothringen und Bar

### 1651–1700
- Eugen Alexander von Thurn und Taxis (1652–1714), zum Fürsten erhobener Generalpostmeister des 17./18. Jahrhunderts
- Philipp van Dievoet (1654–1738), Goldschmied und Berater von König Ludwig XIV.
- Peter van Dievoet (1661–1729), Bildhauer
- Georg Ludwig von Berghes (1662–1743), Fürstbischof von Lüttich
- Alphonse d’Ève (1666–1727), flämischer Sänger, Komponist und Chorregent
- Wilhelm Hyacinth (1666–1743), Prinz von Oranien und Fürst von Nassau-Siegen
- Jean Philippe Eugène de Merode-Westerloo (1674–1732), kaiserlicher Feldmarschall
- Anselm Franz von Thurn und Taxis (1681–1739), Fürst und Generalpostmeister des 18. Jahrhunderts
- Jean-Joseph Fiocco (1686–1746), flämischer Komponist und Kapellmeister des Barock
- Leopold Philipp von Arenberg (1690–1754), kaiserlicher Feldmarschall
- Jan Lauwryn Krafft (1694–1767), Kupferstecher, Radierer, Formschneider, Schriftsteller, Verleger und Sänger
- Karl VII. (1697–1745), Kaiser des Heiligen Römischen Reiches
- Clemens August von Bayern (1700–1761), Erzbischof des Erzbistums Köln

## 18. Jahrhundert

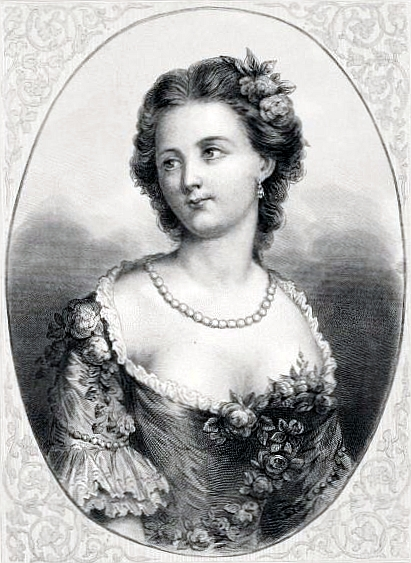
Marie Camargo
(1710–1770)

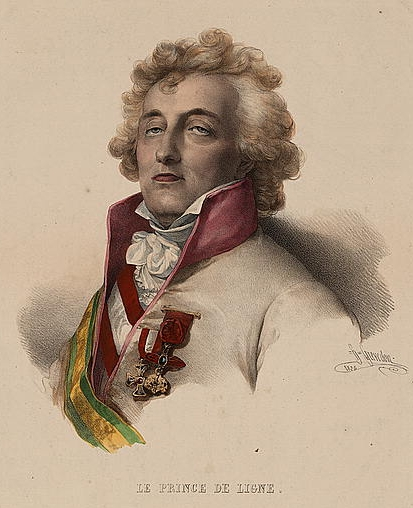
Charles Joseph de Ligne
(1735–1814)

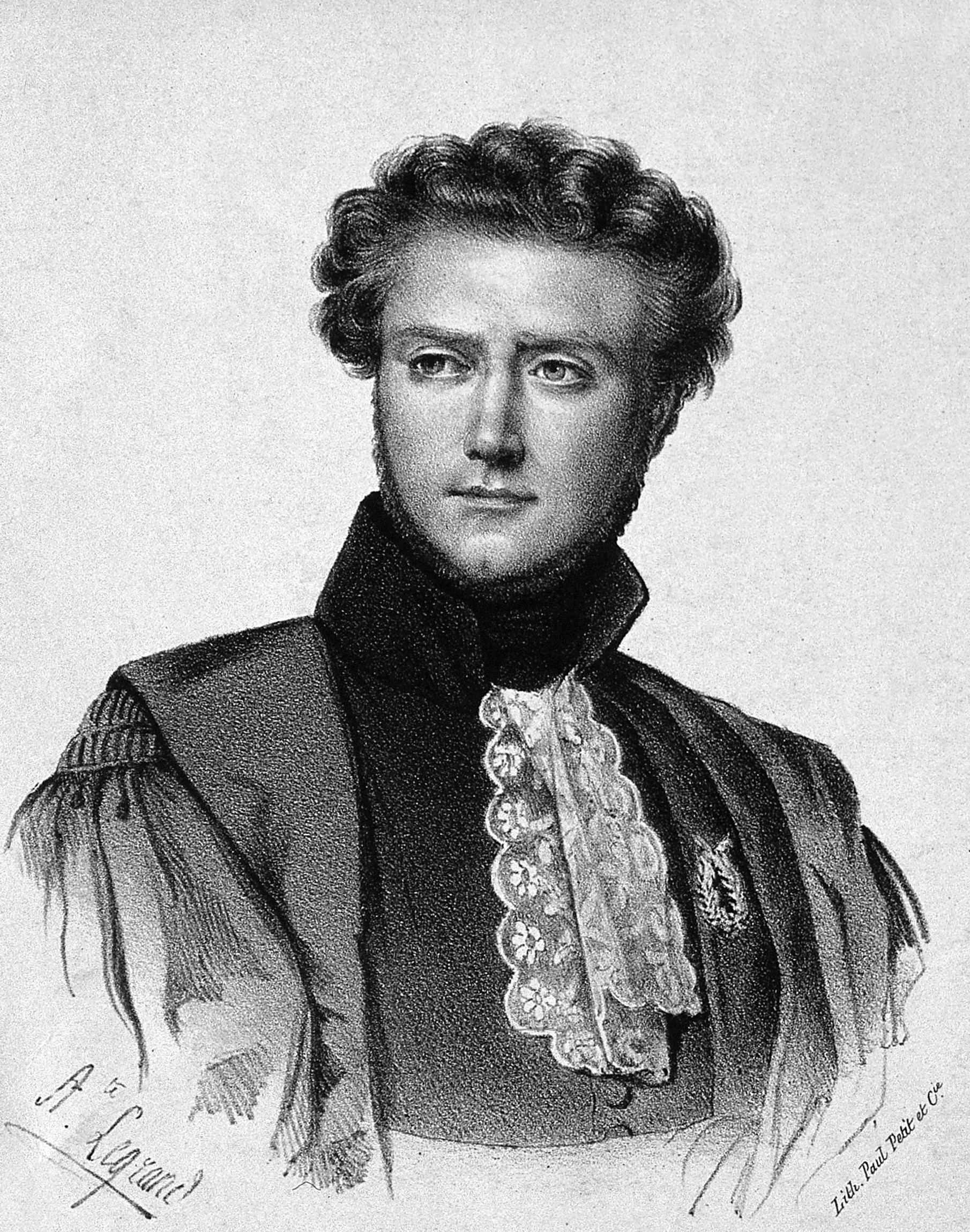
Claude-Charles Pierquin
(1798–1863)

### 1701–1750
- Joseph-Hector Fiocco (1703–1741), Violinist und Komponist
- Hyacinth de La Pegna (1706–1772), französischer Schlachten- und Vedutenmaler
- Marie Camargo (1710–1770), französische Tänzerin
- Joseph Dall’Abaco (1710–1805), italienischer Musiker und Komponist
- Jean-Baptiste Cupis de Camargo (1711–1788), französischer Violinist und Komponist
- Maria Viktoria Pauline von Arenberg (1714–1793), Markgräfin von Baden-Baden
- Charles-Joseph van Helmont (1715–1790), flämischer Kirchenmusiker und Komponist
- Carl Eugen (1728–1793), Herzog von Württemberg
- Pieter van Maldere (1729–1768), Violinist und Komponist der Vorklassik
- Hendrik van der Noot (1731–1827), Rechtsanwalt und einer der Anführer bei der Brabanter Revolution
- Charles Joseph de Ligne (1735–1814), Offizier, Diplomat und Schriftsteller
- Ludwig Engelbert von Arenberg (1750–1820), Herzog von Arenberg
- Marie de Latour (1750–1834), Malerin

### 1751–1800
- August Maria Raimund zu Arenberg (1753–1833), Offizier in französischen Diensten
- Johann Ludwig von Cobenzl (1753–1809), österreichischer Staatsmann
- François-Dominique Mosselman (1754–1840), belgischer Bankier und Industrieller
- Joseph Gehot (1756–1820), Violinist und Komponist
- Leone Baptiste Dumonceau (1760–1821), niederländischer Offizier und Marschall von Holland
- Peter Joseph Triest (1760–1836), Kanoniker der römisch-katholischen Kirche
- Jean-Baptiste Fleuriot-Lescot (1761–1794), französischer Revolutionär
- Jean-Baptiste van Mons (1765–1842), Physiker, Chemiker, Botaniker, Gärtner und Pomologe
- Philippe Joseph Boucqueau (1773–1834), französischer Präfekt
- François Van Campenhout (1779–1848), Opernsänger, Dirigent und Komponist
- Georg Franz August von Buquoy (1781–1851), Sohn von Leopold Albert de Longueval
- Emmanuel van der Linden d’Hooghvorst (1781–1866), Politiker
- Jean de Colins (1783–1859), französischer Sozialphilosoph
- Alfred I. zu Windisch-Graetz (1787–1862), österreichischer Feldmarschall
- Amalie Luise von Arenberg (1789–1823), Großmutter von Kaiserin Sissi
- Konstantin d’Aspre (1789–1850), österreichischer General
- Engelbertus Batavus van den Bosch (1789–1851), Offizier und Politiker, Kolonial- und Marineminister
- Philippe Vandermaelen (1795–1869), Kartograph und Geograph
- Jean-Baptiste Madou (1796–1877), Maler
- Simon Leborne (1797–1866), belgisch-französischer Komponist und Professor am Conservatoire de Paris
- André Robberechts (1797–1860), Violinist und Komponist
- Léonard Greindl (1798–1875), Generalleutnant und Minister
- Claude-Charles Pierquin (1798–1863), französischer Arzt, Polygraph, Romanist und Dialektologe
- Henri Decaisne (1799–1852), Genremaler, Porträtmaler und Historienmaler
- André Jolly (1799–1883), General und Mitglied der Provisorischen Regierung
- Michel Ghislain Stapleaux (1799–1881), Porträt-, Genre- und Historienmaler
- Ange François (1800–1867), Historien-, Genre- und Tiermaler
- Friedrich Theodor Langen (1800–1882), Advokat und Politiker des Großherzogtums Hessen

## 19. Jahrhundert

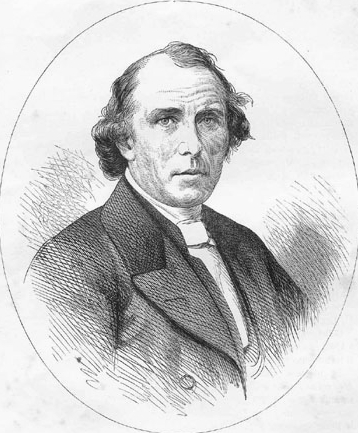
Joseph Decaisne
(1807–1882)

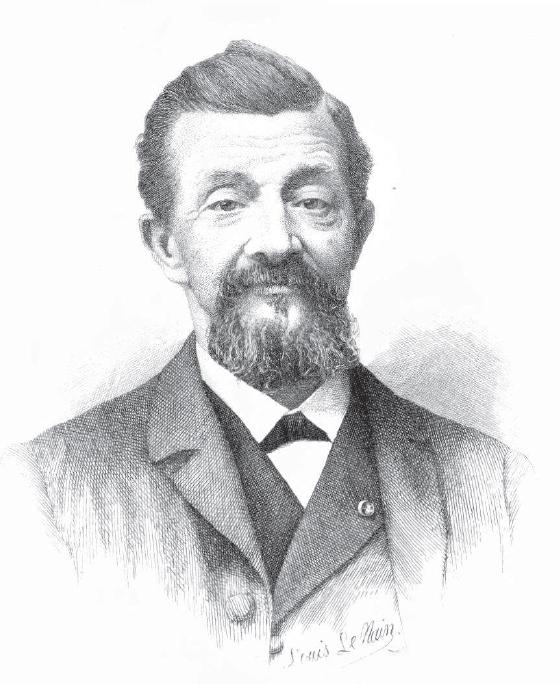
Alphonse Wauters
(1817–1898)

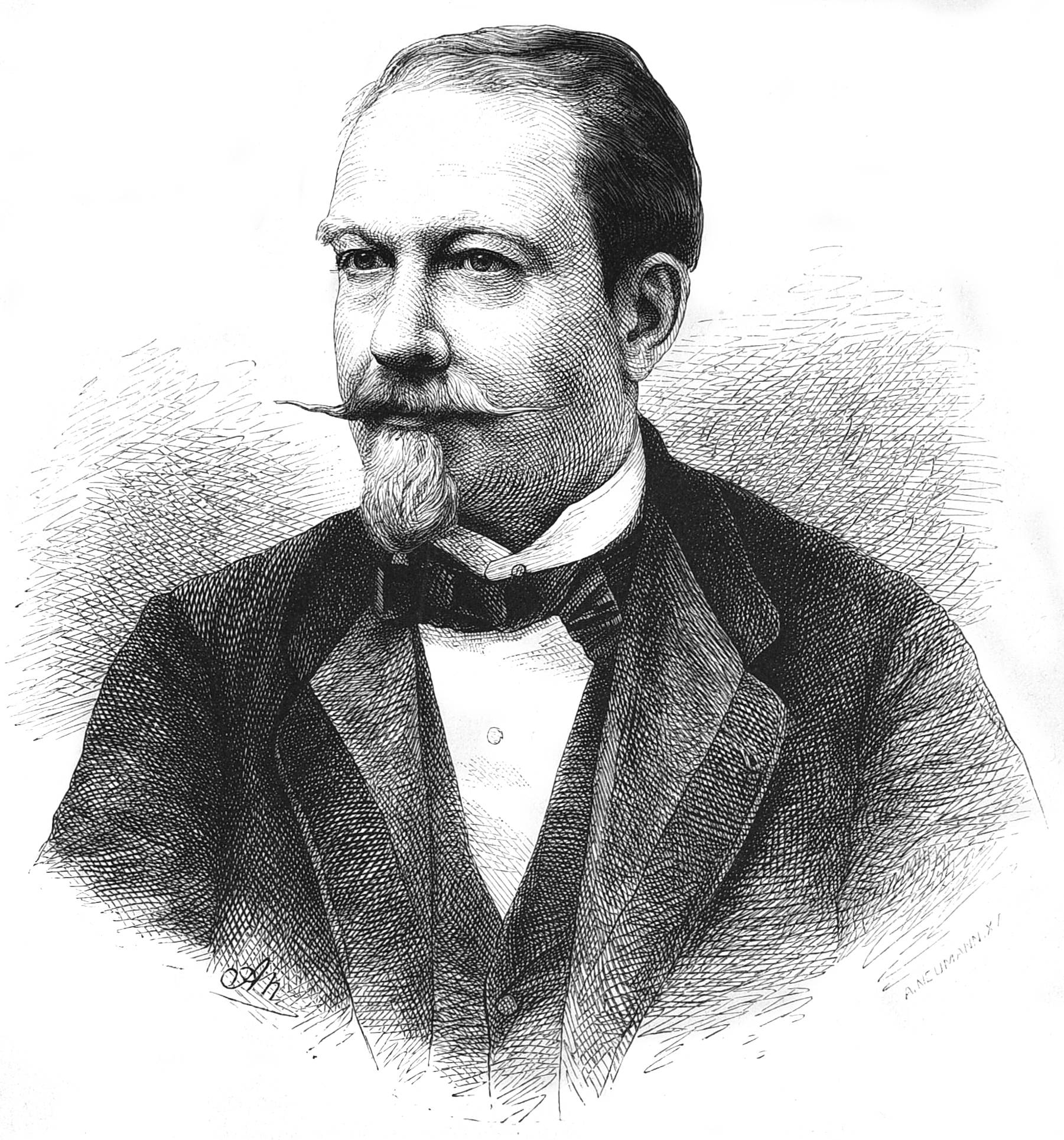
Adolphe van Soust de Borckenfeldt
(1824–1877)

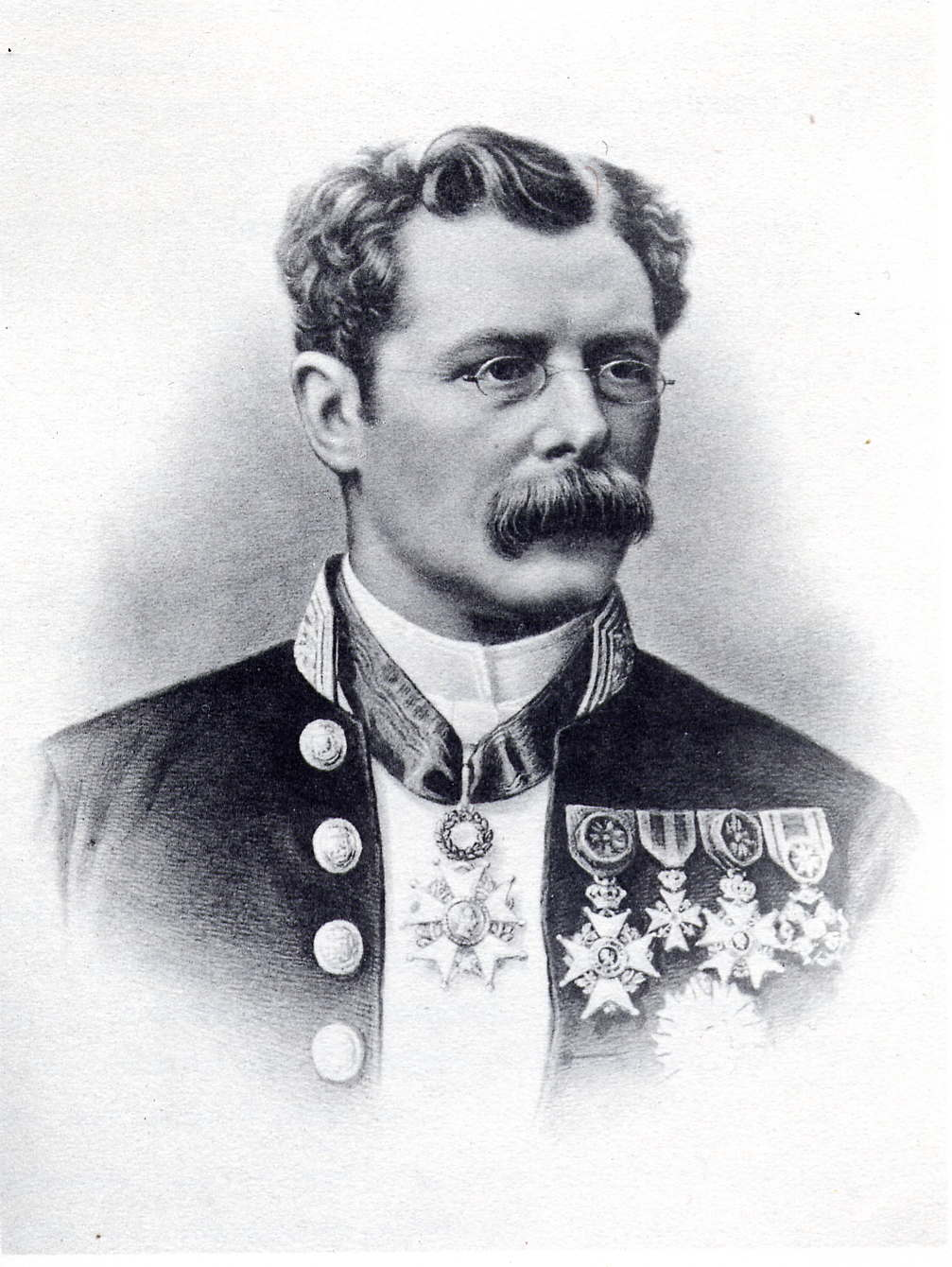
Jules Anspach
(1829–1879)

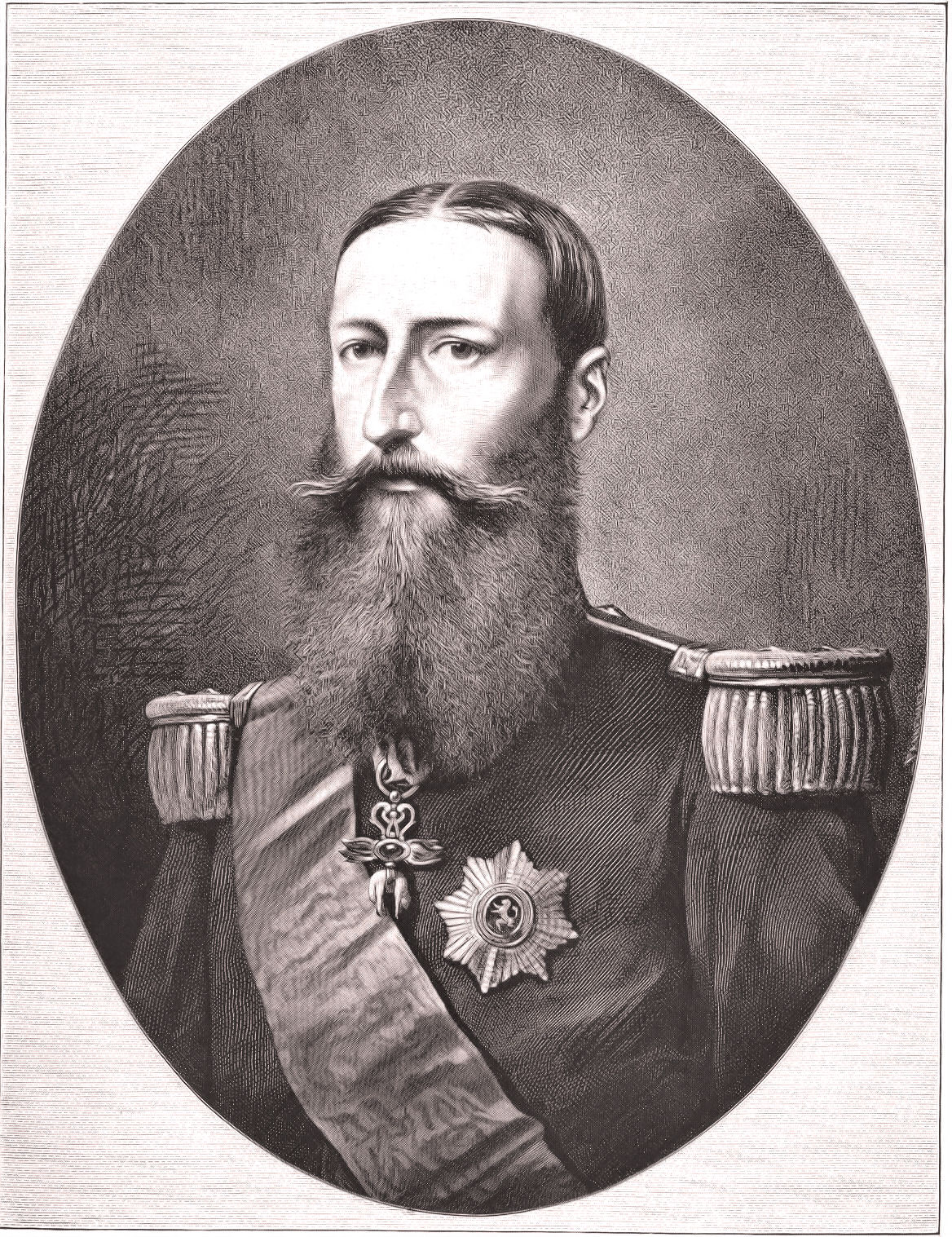
Leopold II.
(1835–1909)

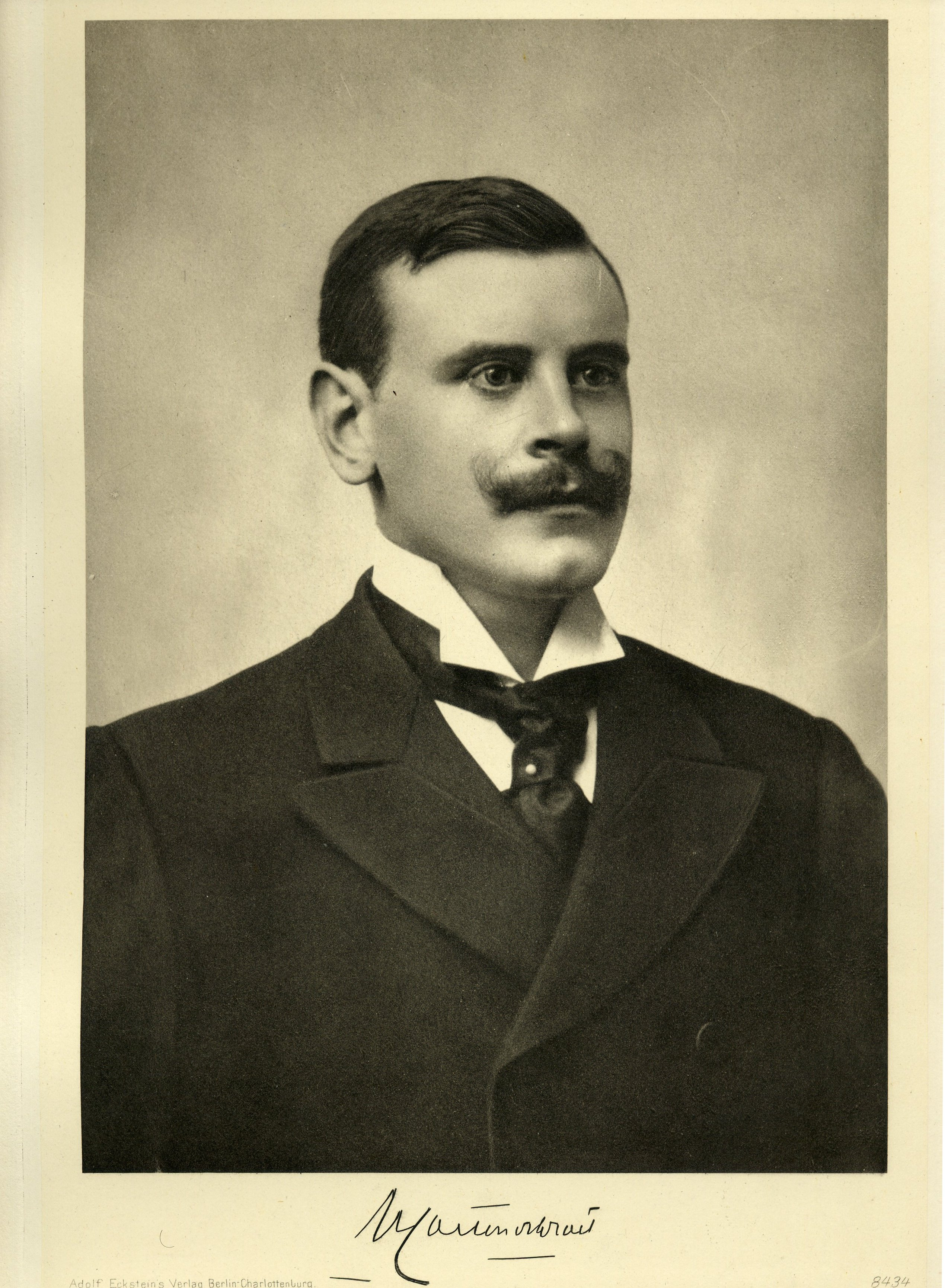
Henri Carton de Wiart
(1869–1951)

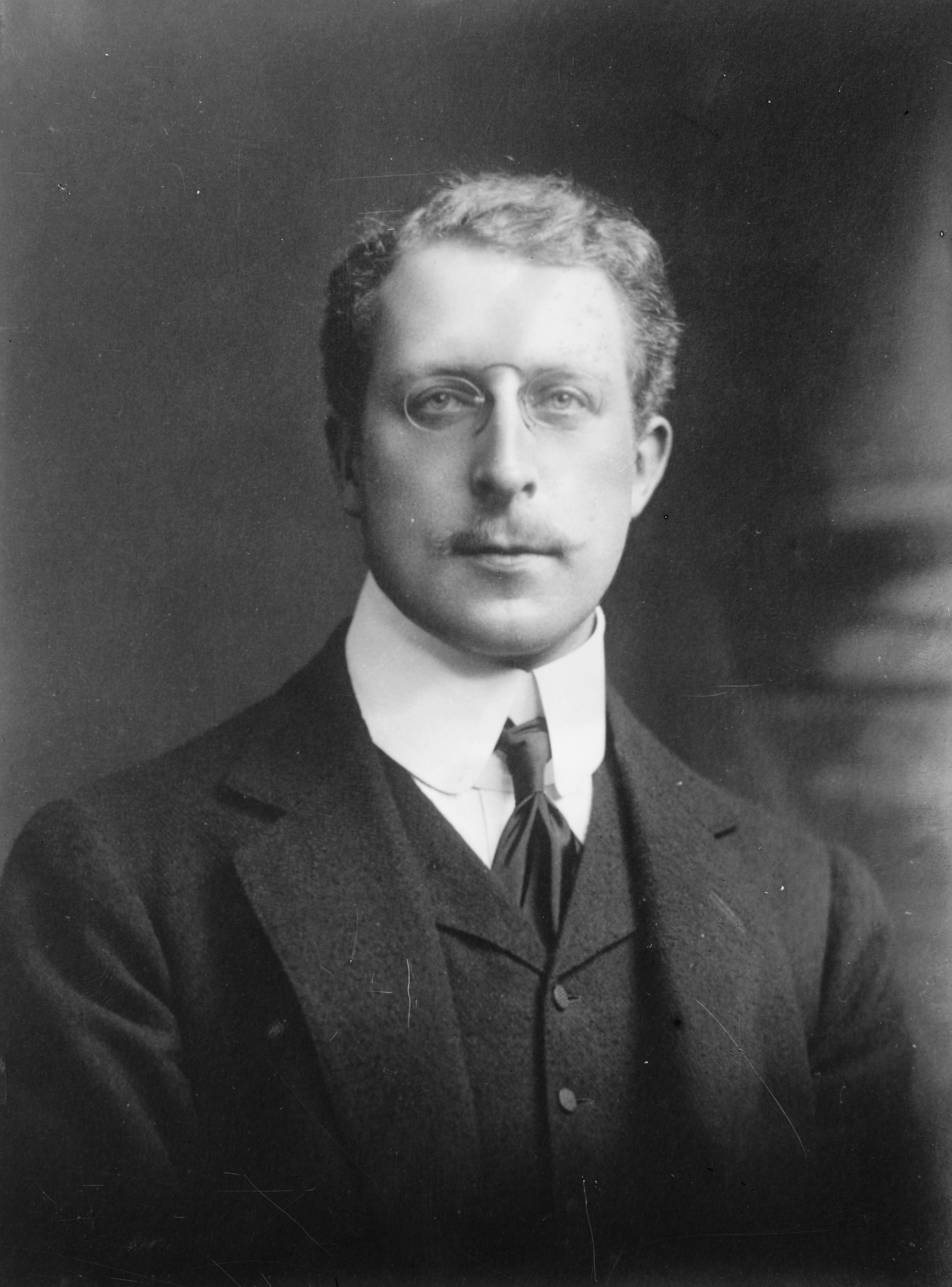
Albert I.
(1875–1934)

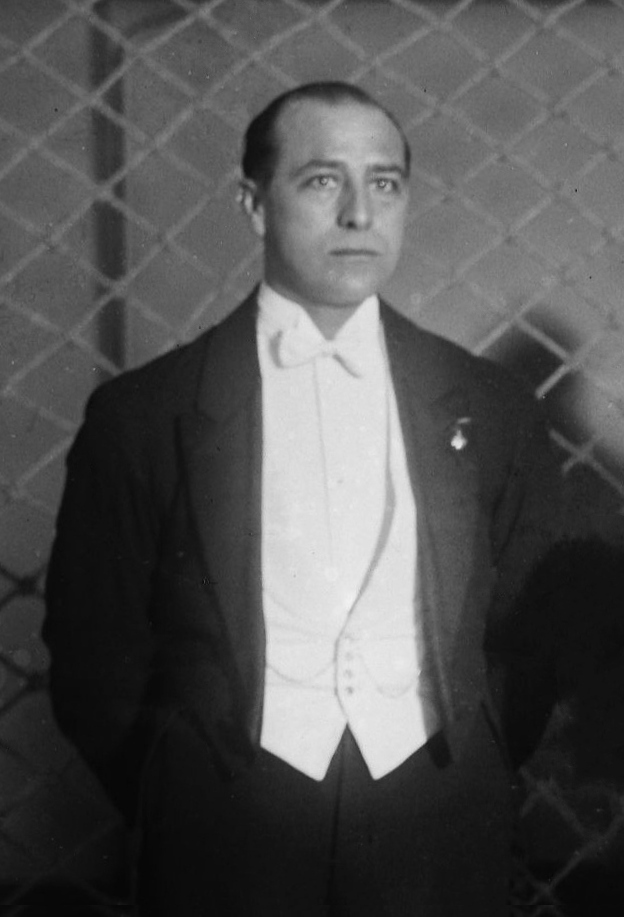
Victor Boin
(1886–1974)

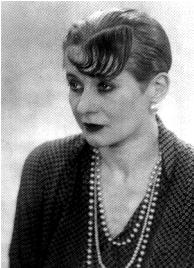
Yvonne George
(1896–1930)

### 1801–1820
- Joseph Antoine Ferdinand Plateau (1801–1883), belgisch-wallonischer Physiker und Fotopionier
- Jules Joseph d’Anethan (1803–1888), Staatsmann
- Erin Corr (1803–1862), Graveur und Kupferstecher irischer Abstammung
- August van Dievoet (1803–1865), Rechtshistoriker, Richter und Rechtsanwalt
- Jean Kickx (1803–1864), Botaniker
- Charles Vilain XIIII (1803–1878), Politiker
- Adèle Kindt (1804–1884), Historien- und Porträtmalerin
- Eugène de Ligne (1804–1880), Politiker
- Pierre-François Verhulst (1804–1849), Mathematiker
- Joseph Decaisne (1807–1882), französischer Botaniker
- Félix Bovie (1812–1880), Landschaftsmaler und Chansonnier
- Jean-Baptiste Singelée (1812–1875), Komponist, Violinist und Dirigent
- Gustave Vaëz (1812–1862), Dramatiker, Librettist und Übersetzer von Opernlibretti
- Wilhelm August von Reitzenstein (1815–1864), hannoverischer Offizier und Diplomat
- Eugène Henri Léonard Beyens (1816–1894), Diplomat
- Pierre Olivier Joseph Coomans (1816–1889), Maler
- Charles Leickert (1816–1907), Maler
- John Loughborough Pearson (1817–1897), Architekt
- Joseph Poelaert (1817–1879), Architekt
- Henri t’Kint de Roodenbeke (1817–1900), Politiker
- Alphonse Wauters (1817–1898), Archivar und Historiker
- Wilhelm III. (1817–1890), König der Niederlande und Großherzog von Luxemburg
- Joseph Stevens (1819–1892), Tiermaler und Radierer
- François Stroobant (1819–1916), Kunstmaler, Graveur und Illustrator

### 1821–1840
- Alfred van der Smissen (1823–1895), General
- Alfred Stevens (1823–1906), Maler
- Adolphe van Soust de Borckenfeldt (1824–1877), Dichter und Kunsthistoriker
- Engelbert-August von Arenberg (1824–1875), deutscher Standesherr
- Henri Van Seben (1825–1913), Genre- und Landschaftsmaler
- Carlos de Haes (1826–1898), spanischer Landschaftsmaler und Impressionist belgischer Herkunft
- Antoinette de Mérode (1828–1864), Fürstin von Monaco
- Jules Anspach (1829–1879), Bürgermeister von Brüssel
- Charles Bourseul (1829–1912), französischer Telegrafentechniker und Erfinder
- Hubert Bellis (1831–1902), Blumenmaler
- Gustave Saintenoy (1832–1892), Architekt
- Jean-Baptiste Accolay (1833–1900), Komponist, Violinist, Violin-Lehrer und Dirigent
- Henry Campotosto (1833–1910), Genremaler
- Alphonse Mailly (1833–1918), Organist und Komponist
- Leopold II. (1835–1909), König von Belgien (1865–1909)
- Edmond Picard (1836–1924), Jurist und Schriftsteller
- Guillaume Vogels (1836–1896), Maler
- Karel Buls (1837–1914), Politiker
- Alfred Cluysenaar (1837–1902), Historien- und Porträtmaler
- Charles Graux (1837–1910), Jurist und Politiker
- Philipp von Belgien (1837–1905), Prinz von Belgien, Graf von Flandern
- Charles Woeste (1837–1922), Anwalt und Politiker
- Alphonse Asselbergs (1839–1916), Landschaftsmaler
- Charles Hermans (1839–1924), Maler
- Théodore Baron (1840–1899), Landschaftsmaler und Kunstpädagoge

### 1841–1860
- Edouard Agneessens (1842–1885), Porträtmaler
- Marie Collart (1842–1911), Landschaftsmalerin
- Joseph Devolder (1842–1919), Politiker
- Joseph Hansen (1842–1907), Tänzer und Choreograf
- Laura Lafargue (1845–1911), Tochter von Jenny und Karl Marx
- Adolphe Prins (1845–1919), Rechtswissenschaftler und Kriminologe
- Friedrich VI. Fürst zu Salm-Kyrburg (1845–1905), Wild- und Rheingraf, Fürst
- Emile Wauters (1846–1933), Maler
- Agapit Stevens (1848–1924), Maler
- Joseph d’Ursel (1848–1903), Politiker
- Adolphe Hamesse (1849–1925), Landschaftsmaler
- Jean-Baptiste de Pauw (1852–1924), Organist, Komponist und Musikpädagoge
- Auguste Bourotte (1853–1943), Genremaler
- Henri La Fontaine (1854–1943), Jurist und Politiker
- Léon Frédéric (1856–1940), Maler
- Alexander Henri Robert van Maasdijk (1856–1931), Maler und Zeichner sowie Kunstpädagoge
- J.-H. Rosny aîné (1856–1940), belgisch-französischer Schriftsteller
- Berthe Art (1857–1934), Pastell- und Stilllebenmalerin
- Lucien Frank (1857–1920), Landschaftsmaler
- Ludovic Moncheur (1857–1940), Diplomat
- Alice Ronner (1857–1957), Malerin
- George Albert Boulenger (1858–1937), belgisch-britischer Zoologe
- Édouard Elle (1859–1911), Architekt und Aquarellist
- Paul Costermans (1860–1905), Vizegouverneur des Kongo-Freistaats

### 1861–1880
- Franz Gailliard (1861–1932), Maler, Radierer und Illustrator
- Victor Horta (1861–1947), Jugendstil-Architekt
- Frantz Charlet (1862–1928), Maler, Radierer und Lithograf
- Eugène van Dievoet (1862–1937), Architekt
- Emile Brunet (1863–1945), Politiker
- Lucien Emile Francqui (1863–1935), Afrikaforscher und Staatsmann
- Paul Pelseneer (1863–1945), Zoologe
- Emile Vauthier (1864–1946), Porträtmaler
- Paul Gilson (1865–1942), Komponist und Professor
- Paul Chevré (1866–1914), französischer Bildhauer
- Henry de Groux (1866–1930), Maler, Lithograph und Bildhauer
- Juliette Wytsman (1866–1925), Landschaftsmalerin
- Victor Gilsoul (1867–1939), Landschaftsmaler und Radierer
- Maxime Weygand (1867–1965), französischer General im Ersten und Zweiten Weltkrieg
- Jean Gouweloos (1868–1943), Porträt- und Aktmaler sowie Plakatkünstler und Lithograf
- Fernand Anatole Meunier (1868–1926), Entomologe und Paläontologe
- Paul Otlet (1868–1944), Pionier der Informationsmanagements und Begründer der modernen Dokumentationswissenschaft
- Baudouin von Belgien (1869–1891), Prinz von Belgien
- Henri Carton de Wiart (1869–1951), römisch-katholischer Politiker und Premierminister
- Alphonse Demoulin (1869–1947), Mathematiker
- Henri van Dievoet (1869–1931), Architekt
- Hippolyte Fierens-Gevaert (1870–1926), Opernsänger, Kunstkritiker, Schriftsteller
- Henriette von Belgien (1870–1948), Prinzessin von Belgien
- Henri Roorda (1870–1925), Schweizer Lehrer, Schriftsteller und Anarchist
- Jeanne Schwyzer-Vogel (1870–1944), Schweizer Frauenrechtlerin
- Josephine von Belgien (1872–1958), Prinzessin von Belgien und durch Heirat Prinzessin von Hohenzollern
- Paul-Émile Janson (1872–1944), Politiker und Premierminister
- August Vermeylen (1872–1945), Schriftsteller, Literaturkritiker, Kunsthistoriker und Politiker
- Marie Janson (1873–1960), Politikerin und Frauenrechtlerin
- Henri Verbrugghen (1873–1934), Dirigent, Geiger und Musikpädagoge
- Sophie Reinheimer (1874–1935), deutsche Schriftstellerin
- Albert I. (1875–1934), König der Belgier
- Arnold Cremer (1875–1958), deutscher Jurist, Industrieller und Politiker
- Gabriel van Dievoet (1875–1934), Maler und Jugendstil-Dekorateur
- Jules Sales (* 1875), Radrennfahrer
- Henri de Baillet-Latour (1876–1942), dritter Präsident des Internationalen Olympischen Komitees (IOC) von 1925 bis 1942
- Thomas Braun (1876–1961), Schriftsteller, Literaturwissenschaftler und Jurist
- Alfred Loewenstein (1877–1928), Bankier und Unternehmer
- Edgard Tytgat (1879–1957), Maler und Illustrator
- Adrian Carton de Wiart (1880–1963), britischer Generalleutnant
- Louis Jacques Goudman (1880–1939), niederländischer Maler

### 1881–1900
- Philippe Houben (1881–??), belgisch-französischer Schwimmer und Wasserballspieler
- Henri Anspach (1882–1979), Fechter
- Herman d’Oultremont (1882–1943), Springreiter
- Lazare Lévy (1882–1964), französischer Pianist, Musikpädagoge und Komponist
- Camille Gutt (1884–1971), Industrieller und Politiker
- Louise Ochsé (1884–1944), Bildhauerin, Opfer des Nationalsozialismus
- Marios Varvoglis (1885–1967), griechischer Komponist
- Victor Boin (1886–1974), Sportjournalist, Sportler und Sportfunktionär
- Jules Wuyts (1886–??), Schwimmer
- Joseph Crickx (1888–??), Ruderer
- Paul Loicq (1888–1953), Eishockeyspieler, -schiedsrichter und -funktionär
- Nicolas Eekman (1889–1973), niederländischer figürlicher Maler
- Félix Taymans (1889–??), Ruderer
- Jozef Van Bever (1889–1954), Bahnradsportler
- Freddy Charlier (1890–1929), Eishockeyspieler und Automobilrennfahrer
- Lucien Dehoux (1890–1964), Turner
- Armand Deprez (1890–??), Schwimmer
- Albert Lammens (1890–1933), Tennisspieler
- Victor Serge (1890–1947), Journalist, Schriftsteller und radikaler linker Revolutionär
- Julien Crickx (1891–??), Ruderer
- Jacques Leclercq (1891–1971), Philosoph und Theologe
- Albert Durant (1892–1958), Wasserballspieler
- Jean Hoffman (1893–??), Wasserballspieler
- René Bauwens (1894–1959), Schwimmer und Wasserballspieler
- Paul Gailly (1894–1969), Wasserballspieler
- Betty Lambert (1894–1969), Mitglied der Rothschild-Dynastie, Fluchthelferin im Zweiten Weltkrieg
- Victor de Laveleye (1894–1945), Politiker, Jurist und Sportler
- Thierry de Briey (1895–1945), Adliger und Springreiter
- Édouard Van Haelen (1895–1936), Schwimmer
- Jacques Errera (1896–1977), Physikochemiker
- Yvonne George (1896–1930), Sängerin und Schauspielerin
- Stéphane Halot (1897–??), Tennisspieler und Diplomat
- Henry Robinson (1897–1944), Funktionär der Komintern und der Kommunistischen Jugendinternationale
- Jean Van Den Bosch (1898–1985), Radrennfahrer
- Germaine van Dievoet (1899–1990), Schwimmerin
- Léon Barzin (1900–1999), US-amerikanischer Dirigent und Bratschist belgischer Herkunft
- Otto A. Jäger (1900–1993), Arzt, humanitärer Aktivist und Maler

## 20. Jahrhundert

### 1901–1910

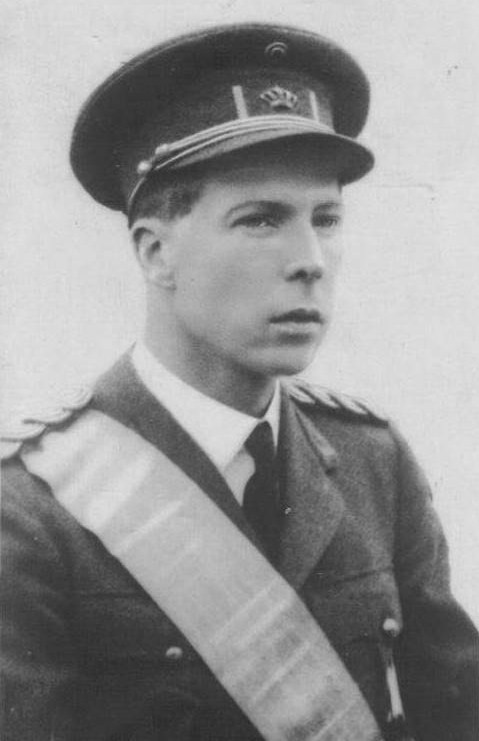
Karl von Belgien
(1903–1983)

- Jelisaweta Drabkina (1901–1974), sowjetische Revolutionärin, Hochschullehrerin und Schriftstellerin
- Carlos Van den Driessche (1901–1972), Eishockeyspieler
- Albert Leon Henne (1901–1967), belgisch-US-amerikanischer Chemiker, Hochschullehrer
- Leopold III. (1901–1983), König der Belgier (1934–1951)
- René Moulaert (1901–1965), Bühnenbildner und Filmarchitekt
- Louisa Ghijs (1902–1985), Operettensängerin und Schauspielerin
- Karl von Belgien (1903–1983), Prinzregent von Belgien, zweiter Sohn des belgischen Königs Albert I.
- Tassilo Prinz zu Fürstenberg (1903–1987), österreichisch-ungarischer Adliger, Stiftungsgründer
- E. L. T. Mesens (1903–1971), Kunsthändler und -kritiker, Musiker, Maler und Schriftsteller
- Julio Perceval (1903–1963), argentinischer Komponist, Organist und Musikpädagoge
- Charles Spaak (1903–1975), Drehbuchautor und Filmregisseur
- Marguerite Yourcenar (1903–1987), Schriftstellerin
- Stan Brenders (1904–1969), Pianist und Orchesterleiter
- Pierre Chenal (1904–1990), französischer Filmregisseur und Drehbuchautor
- E. P. Jacobs (1904–1987), Zeichner von Comics
- Raymond Rouleau (1904–1981), Schauspieler und Regisseur
- Jacques Van Melkebeke (1904–1983), Comicautor
- Albert Buydens (1905–?), Schwimmer
- Fernand Coppieters (1905–1981), Jazz- und Unterhaltungsmusiker
- Marcel Hastir (1906–2011), Maler
- Henri Stoelen (1906–1977), Wasserballspieler
- Francis Walder (1906–1997), Schriftsteller
- Hergé (1907–1983), Comicautor und -zeichner
- Julien Chaerels (1908–?), Radrennfahrer
- Emmanuelle Cinquin NDS (1908–2008), belgisch-französische Ordensfrau
- Gustav René Hocke (1908–1985), deutscher Journalist, freier Schriftsteller und Kulturhistoriker
- Claude Lévi-Strauss (1908–2009), französischer Ethnologe und Anthropologe
- Jules Lismonde (1908–2001), Maler
- Erik Haps (1909–1934), Motorradrennfahrer
- Jean Jadot (1909–2009), Kurienerzbischof der römisch-katholischen Kirche
- Jos Moerenhout (1909–1985), Komponist und Dirigent
- Josane Sigart (1909–1999), Tennisspielerin

### 1911–1920

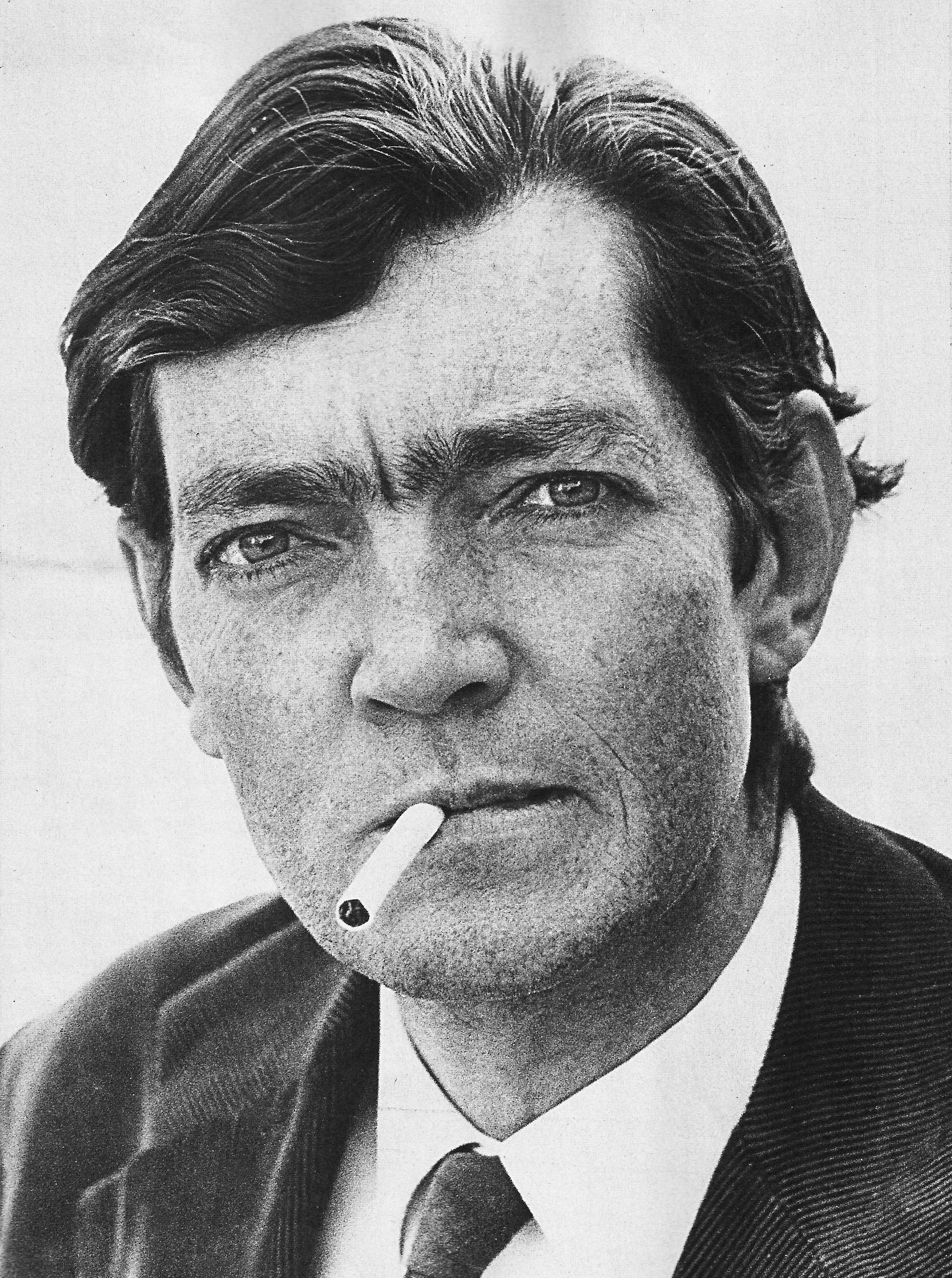
Julio Cortázar
(1914–1984)

- Dov Bar-Nir (1911–2000), israelischer Politiker
- Suzanne Danco (1911–2000), Opernsängerin
- Marie-Louise Henry (1911–2006), deutsch-französische Theologin und Hochschullehrerin
- Curt Siegel (1911–2004), deutscher Architekt, Ingenieur und Hochschullehrer
- Charles van Acker (1912–1998), US-amerikanischer Automobilrennfahrer belgischer Herkunft
- Charles Moeller (1912–1986), römisch-katholischer Theologe und Hochschullehrer
- Johan Hendrik Weidner (1912–1994), niederländischer Geschäftsmann und Diplomat
- Christian Kautz (1913–1948), Schweizer Automobilrennfahrer
- Lotte Koch (1913–2013), deutsche Schauspielerin
- Rudy Bruder (1914–nach 1956), Jazzpianist, Boogie-Woogie-Spezialist
- Julio Cortázar (1914–1984), argentinisch-französischer Schriftsteller
- Christl Cranz (1914–2004), deutsche Skirennläuferin
- Ferdinand Käs (1914–1988), österreichischer Berufssoldat und antifaschistischer Widerstandskämpfer
- Louis Napoléon (1914–1997), französisches Oberhaupt des Hauses Bonaparte
- René Berger (1915–2009), Schweizer Kunsthistoriker, Philosoph und Schriftsteller
- Jean Jérôme Hamer (1916–1996), Kardinal der römisch-katholischen Kirche
- Georges Berger (1918–1967), Autorennfahrer
- Raoul Breuskin (1918–2003), Radrennfahrer
- Gaston de Gerlache de Gomery (1919–2006), Polarforscher
- Jacques Maquet (1919–2013), Anthropologe und Afrikanist

### 1921–1930

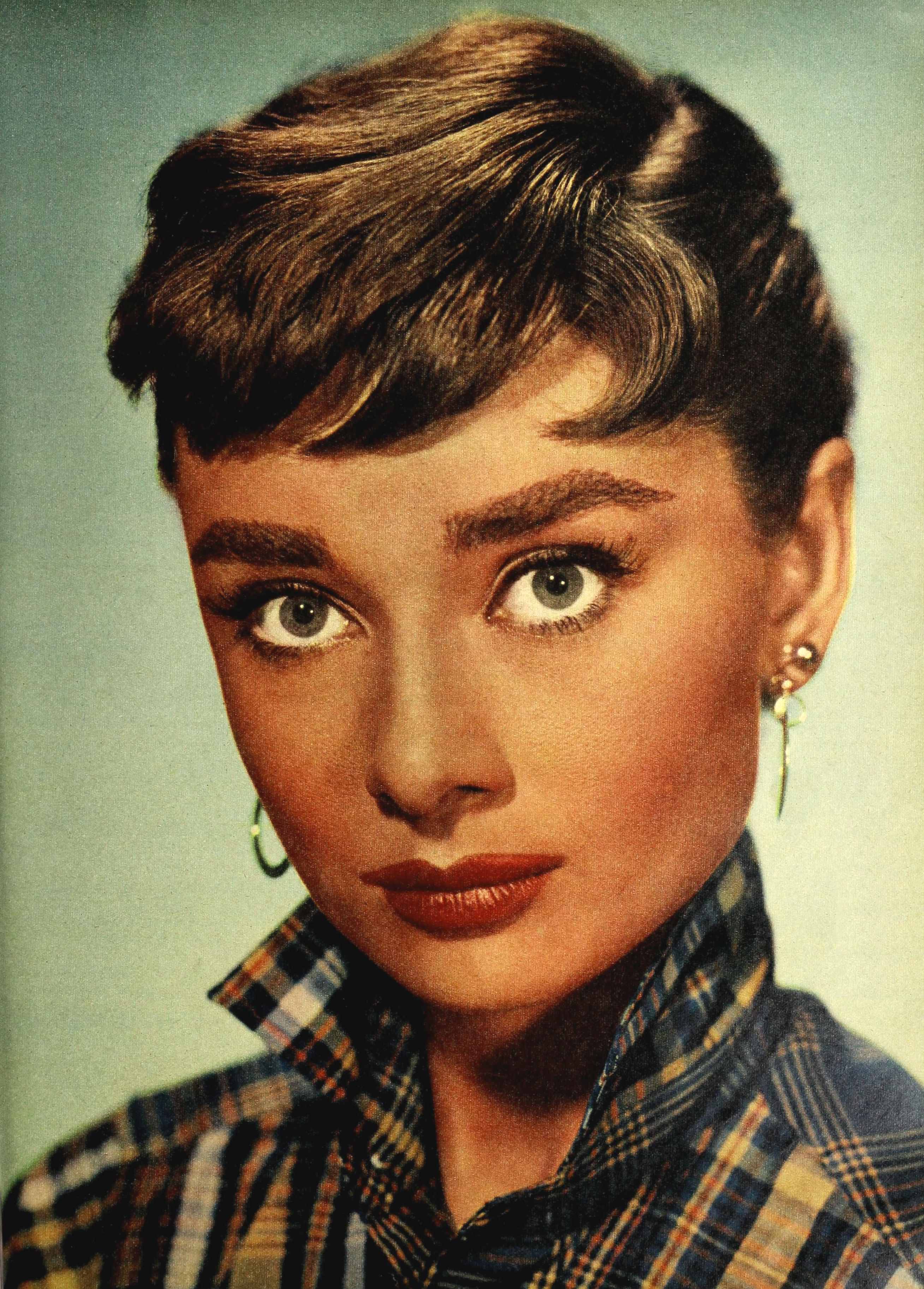
Audrey Hepburn
(1929–1993)

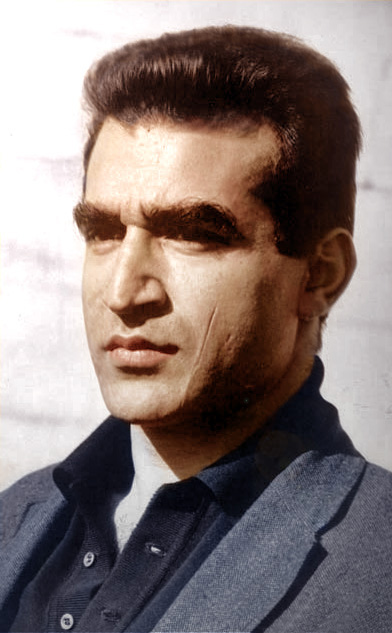
FM-2030
(1930–2000)

#### 1921–1925
- Andrée Geulen-Herscovici (1921–2022), Lehrerin, Judenretterin und Gerechte unter den Völkern
- Henri Segers (1921–1983), Jazz- und Unterhaltungsmusiker
- Gilbert Stork (1921–2017), US-amerikanischer Chemiker
- André Willequet (1921–1998), Bildhauer
- Alain de Changy (1922–1994), Autorennfahrer
- Pierre Huylebroeck (1922–1989), Eisschnellläufer
- Jacques Piccard (1922–2008), Schweizer Ozeanograph
- Jean „Toots“ Thielemans (1922–2016), Jazzmusiker
- José Comblin (1923–2011), belgisch-brasilianischer Geistlicher, Missionar und römisch-katholischer Theologe
- Alice von Hildebrand (1923–2022), römisch-katholische Philosophin und Theologin
- Olivier Gendebien (1924–1998), Automobilrennfahrer
- Georges Hacquin (1924–2020), Autorennfahrer
- Léon Van Hove (1924–1990), theoretischer Physiker
- Jacky June (1924–2012), Jazzmusiker und Bandleader
- Ralph Miliband (1924–1994), belgisch-britischer marxistischer Staatswissenschaftler
- Jean Muno (1924–1988), Schriftsteller
- Philippe Washer (1924–2015), Tennisspieler
- René Carcan (1925–1993), Künstler
- Micheline Lannoy (1925–2023), Eiskunstläuferin
- Hubert Nyssen (1925–2011), französischer Verleger, Essayist und Schriftsteller
- Freddy Rottier (1925–1995), Jazzmusiker

#### 1926–1930
- François Craenhals (1926–2004), Comiczeichner
- Antoine Hacault (1926–2000), römisch-katholischer Erzbischof in Kanada
- Xavier de Villepin (1926–2014), französischer Politiker
- Jacques Swaters (1926–2010), Automobilrennfahrer und Rennstallbesitzer
- Pierre Alechinsky (* 1927), Maler
- Joséphine Charlotte (1927–2005), Mutter des Luxemburger Großherzogs Henri
- Charles de Tornaco (1927–1953), Formel-1-Rennfahrer
- Monique van Vooren (1927–2020), Schauspielerin
- Emile Wafflard (1927–1994), Karambolagespieler und Weltmeister
- Annie Cordy (1928–2020), Schauspielerin und Sängerin
- Adolphe Gesché (1928–2003), römisch-katholischer Priester und Theologe
- Peyo (1928–1992), Comiczeichner
- Antoinette Spaak (1928–2020), Politikerin
- Gilberte Thirion (1928–2008), belgische Autorennfahrerin
- Agnès Varda (1928–2019), Filmregisseurin
- Gabrielle Vincent (1928–2000), Künstlerin, Kinderbuchautorin und -illustratorin
- Jacques Brel (1929–1978), Chansonnier und Schauspieler
- Liz Claiborne (1929–2007), US-amerikanische Modeschöpferin
- Jacqueline Harpman (1929–2012), Schriftstellerin und Psychoanalytikerin
- Audrey Hepburn (1929–1993), Schauspielerin britisch-niederländischer Herkunft
- Francisco Norden (* 1929), kolumbianischer Filmregisseur, Drehbuchautor und Filmproduzent
- Maurice Beerblock (1930–1998), Schauspieler und Regisseur
- Francis Coppieters (1930–1990), Pianist und Arrangeur
- FM-2030 (1930–2000), iranisch-US-amerikanischer Schriftsteller, Philosoph und Transhumanist
- Richard Van Genechten (1930–2010), Radrennfahrer

### 1931–1940

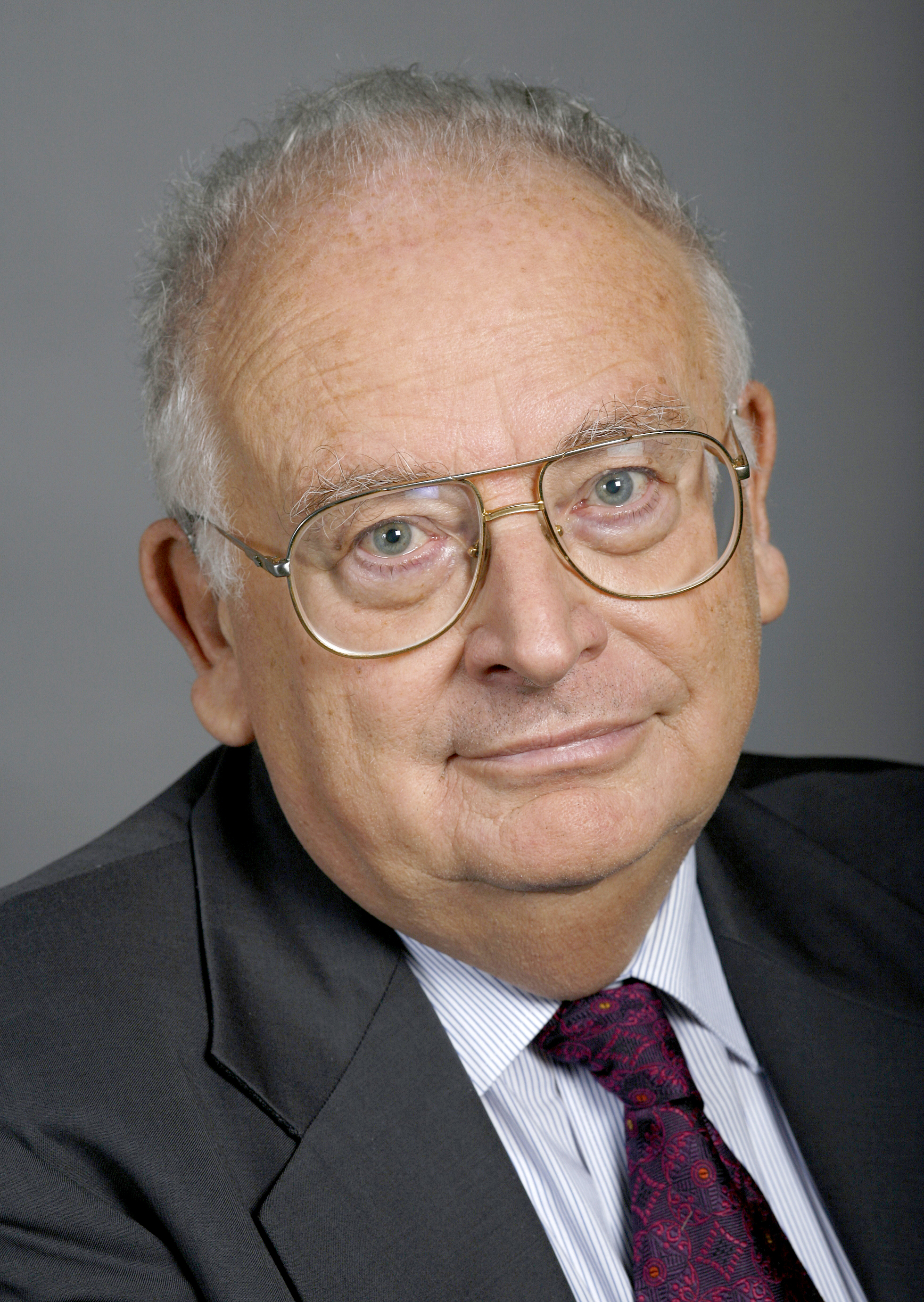
Jacques Neirynck
(1931–2025)

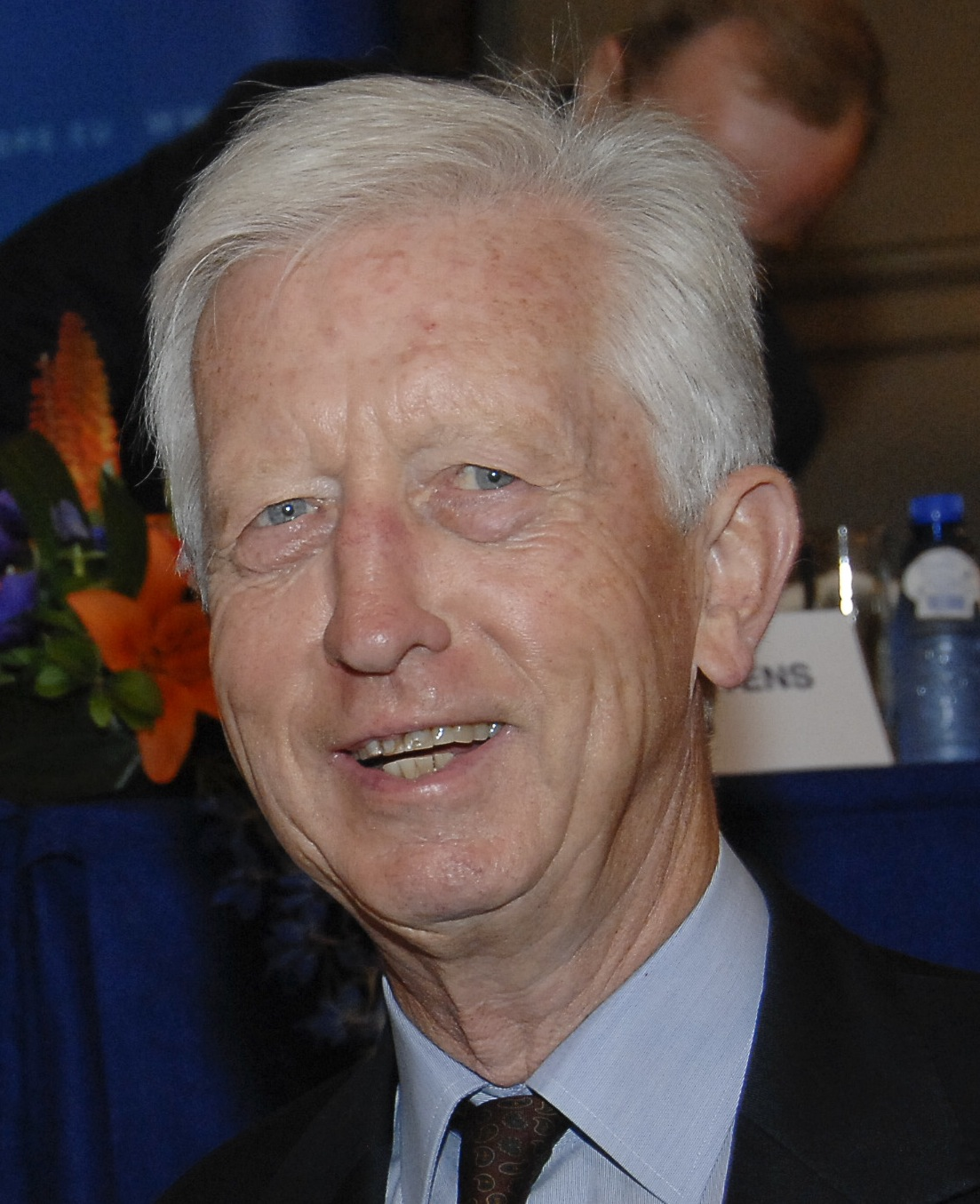
Charles-Ferdinand Nothomb
(1936–2023)

#### 1931–1935
- René Follet (1931–2020), Zeichner von Comics
- Jacques Neirynck (1931–2025), Schweizer Politiker, Elektrotechniker, Verbraucherschützer und Autor
- Étienne Périer (1931–2020), Filmregisseur, Drehbuchautor und Schauspieler
- Henri Simonet (1931–1996), Politiker
- Albert II. (* 1934), König der Belgier
- Guy Peellaert (1934–2008), Illustrator und Comiczeichner
- Peter Gaspar (1935–2019),  US-amerikanischer Chemiker
- Simon Leys (1935–2014), Sinologe, Schriftsteller und Übersetzer

#### 1936–1940
- André Adam (1936–2016), Diplomat
- Marie-Louise Dreier (* 1936), belgisch-schweizerische Lehrerin und Schriftstellerin
- Charles-Ferdinand Nothomb (1936–2023), Politiker
- Pierre Bartholomée (* 1937), Komponist, Dirigent und Pianist
- Patrick Bauchau (* 1938), Schauspieler
- Freddie Deronde (1938–2012), Jazzbassist
- John M. Deutch (* 1938), US-amerikanischer Regierungsbeamter und Direktor der CIA
- Joël Vandroogenbroeck (1938–2019), Rock- und Jazzmusiker
- Jean Van Hamme (* 1939), Autor von Abenteuerromanen, Drehbüchern und Comics
- Robert Janssens (* 1939), Komponist, Dirigent und Musikpädagoge
- Alexis Ponnet (* 1939), Fußballschiedsrichter
- Marc Simenon (1939–1999), französischer Drehbuchautor und Regisseur
- José van Dam (* 1940), Opernsänger

### 1941–1950

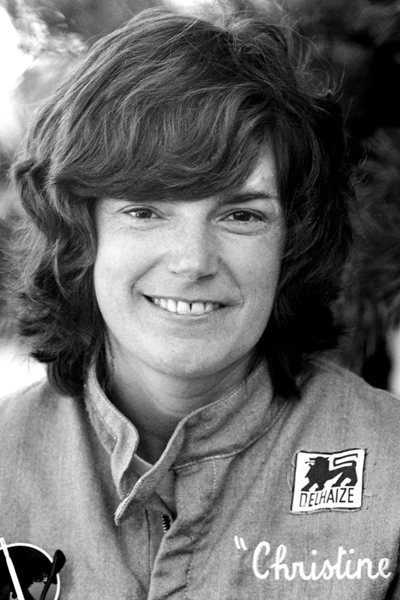
Christine Beckers
(* 1943)

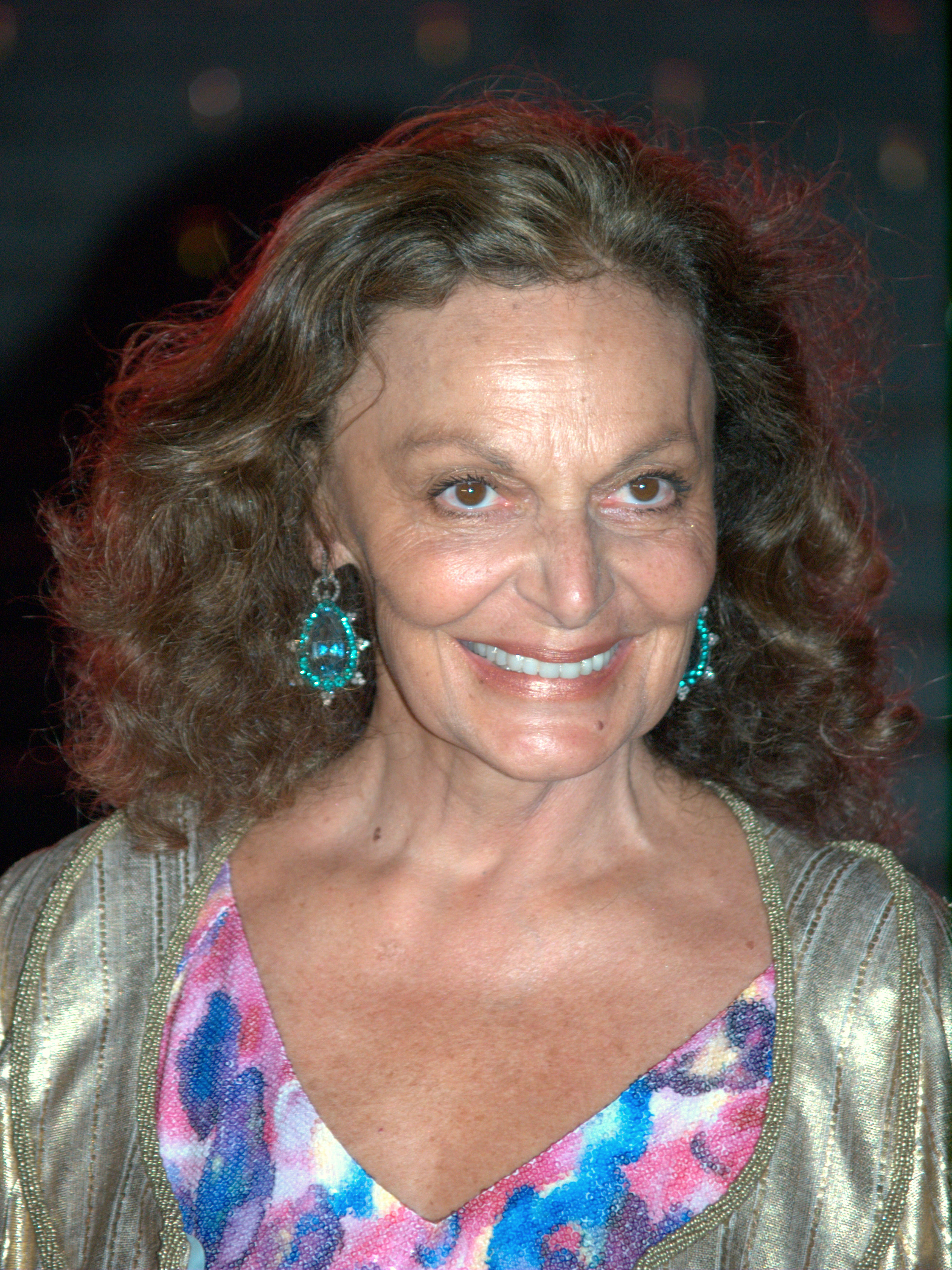
Diane von Fürstenberg
(* 1946)

#### 1941–1945
- Gérard Corbiau (* 1941), Filmregisseur
- Bob de Groot (1941–2023), Comiczeichner
- Éliane Gubin (* 1942), Historikerin
- Picha (* 1942), Cartoonzeichner, Schriftsteller und Filmregisseur von Zeichentrickfilmen
- Teddy Pilette (* 1942), Automobilrennfahrer
- Christine Beckers (* 1943), Autorennfahrerin
- Patricia du Roy de Blicquy (* 1943), Skirennläuferin
- Pierre Deligne (* 1944), Mathematiker
- François Mathy (* 1944), Springreiter
- Christine Ockrent (* 1944), Journalistin und Fernsehmoderatorin
- Myriam Alter (* 1945), Jazzmusikerin
- Claude Bourgoignie (* 1945), Autorennfahrer
- Véronique De Keyser (* 1945), Psychologin und Hochschullehrerin, MdEP
- Jacky Ickx (* 1945), Formel-1- und Sportwagen-Rennfahrer

#### 1946–1950
- Sylvain Cappell (* 1946), US-amerikanischer Mathematiker und Hochschullehrer
- Diane von Fürstenberg (* 1946), belgisch-US-amerikanische Modeschöpferin
- Pierre Dieudonné (* 1947), Automobilrennfahrer
- Michel Weyland (* 1947), Comiczeichner
- Jacques Zegers (* 1947), belgisch-wallonischer Sänger, Schriftsteller, Liedtexter, Schauspieler und Journalist
- Johan Corthals (* 1948), Keltologe und Indogermanist
- Armand De Decker (1948–2019), Politiker
- Daniel Goens (* 1948), Radrennfahrer
- Vincent Grass (* 1949), Schauspieler
- Michel Herr (* 1949), Jazzpianist, Komponist und Arrangeur
- Anne-Nelly Perret-Clermont (* 1949), Schweizer Psychologin und Hochschullehrerin
- Isabelle Stengers (* 1949), Philosophin und Wissenschaftshistorikerin
- Chantal Akerman (1950–2015), Filmregisseurin, Drehbuchautorin und Schauspielerin
- Antoine Compagnon (* 1950), französischer Literaturwissenschaftler und Hochschullehrer

### 1951–1960

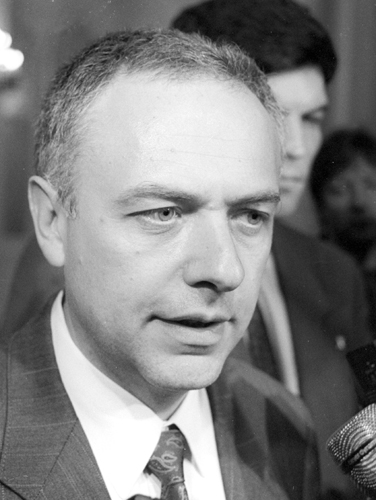
Andrei Kosyrew
(* 1951)

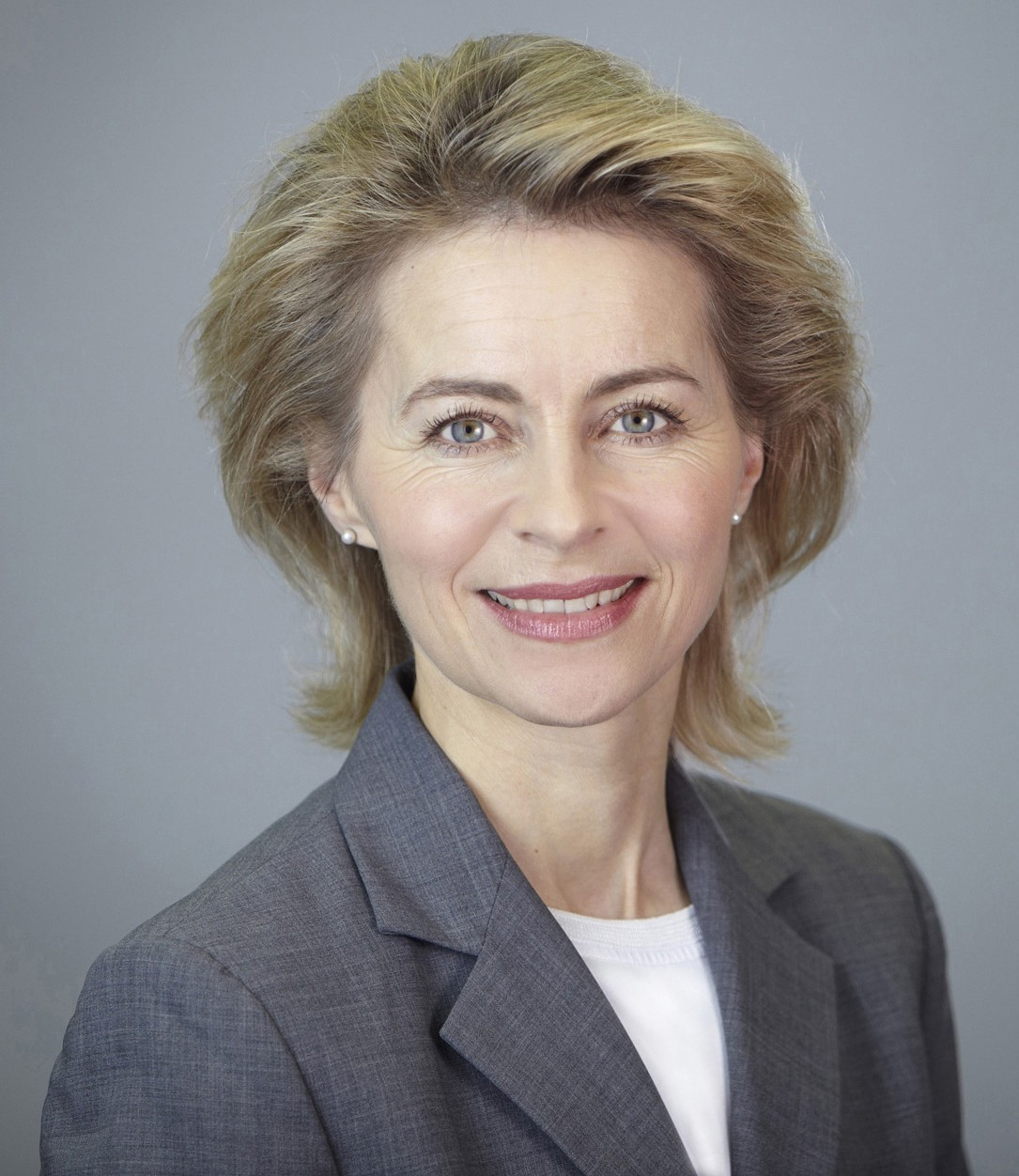
Ursula von der Leyen
(* 1958)

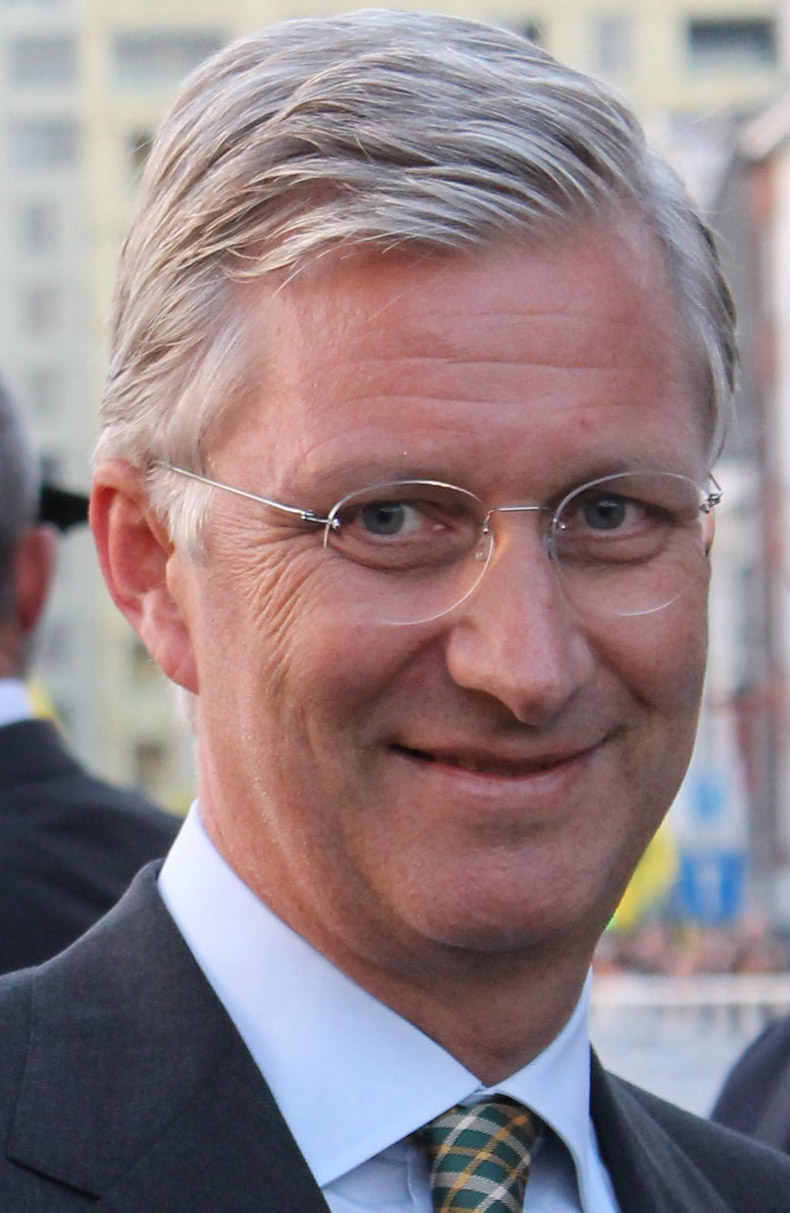
Philippe
(* 1960)

#### 1951–1955
- Andrei Kosyrew (* 1951), russischer Außenminister
- Charles Loos (* 1951), Jazzpianist und Komponist
- Chantal Maillard (* 1951), belgisch-spanische Autorin
- Martine Demaret (* 1952), französische Schauspielerin
- Bernard de Dryver (* 1952), Automobilrennfahrer
- Jean-Remy von Matt (* 1952), deutscher Werber
- Jean-Louis Rassinfosse (* 1952), Jazzmusiker
- Jo van den Berg (* 1953), Fotograf und Regisseur
- Jean-Michel Martin (* 1953), Autorennfahrer
- Yolande Moreau (* 1953), Komödiantin und Schauspielerin
- Stephen Desberg (* 1954), Comicautor
- Isabelle Durant (* 1954), Politikerin
- Philippe Geluck (* 1954), Künstler
- Plastic Bertrand (* 1954), New-Wave-Musiker
- Benoît Sokal (1954–2021), Comiczeichner und Autor von Computerspielen
- Ivo Van Damme (1954–1976), flämischer Leichtathlet
- Philippe Van Leeuw (* 1954), Kameramann und Filmregisseur
- André Geerts (1955–2010), Comiczeichner, -autor und Cartoonist
- Marc Henneaux (* 1955), theoretischer Physiker
- Catherine Jauniaux (* 1955), Sängerin und Songwriterin
- Yves Swolfs (* 1955), Comicautor- und Zeichner

#### 1956–1960
- Hélène Goudin (* 1956), schwedische Politikerin
- Christian Rodembourg (* 1956), römisch-katholischer Ordensgeistlicher, Bischof von Saint-Hyacinthe in Kanada
- François Schuiten (* 1956), Comiczeichner und Comicszenarist
- Magda Seron (* 1956), Comiczeichnerin
- Thierry Boutsen (* 1957), flämischer Automobilrennfahrer und Formel-1-Pilot
- Ronny Bruckner (1957–2013), Unternehmer
- Michel Jadoul (* 1957), Schachspieler
- Jean-Philippe Toussaint (* 1957), Schriftsteller
- Philippe Vandevelde (1957–2019), Comiczeichner
- Yslaire (* 1957), Comiczeichner
- Crisse (* 1958), Comiczeichner
- Ursula von der Leyen (* 1958), deutsche Politikerin (CDU), EU-Kommissionspräsidentin seit 1. Dezember 2019
- Joëlle Tuerlinckx (* 1958), Video- und Objektkünstlerin
- Guy Vanhengel (* 1958), Politiker
- Michèle Anne De Mey (* 1959), Tänzerin und Choreografin
- Mathias Dewatripont (* 1959), Wirtschaftswissenschaftler
- Marc Godfroid (* 1960), Jazzmusiker
- Philippe (* 1960), regierender König der Belgier
- Isabelle Spaak (* 1960), Schriftstellerin

### 1961–1970

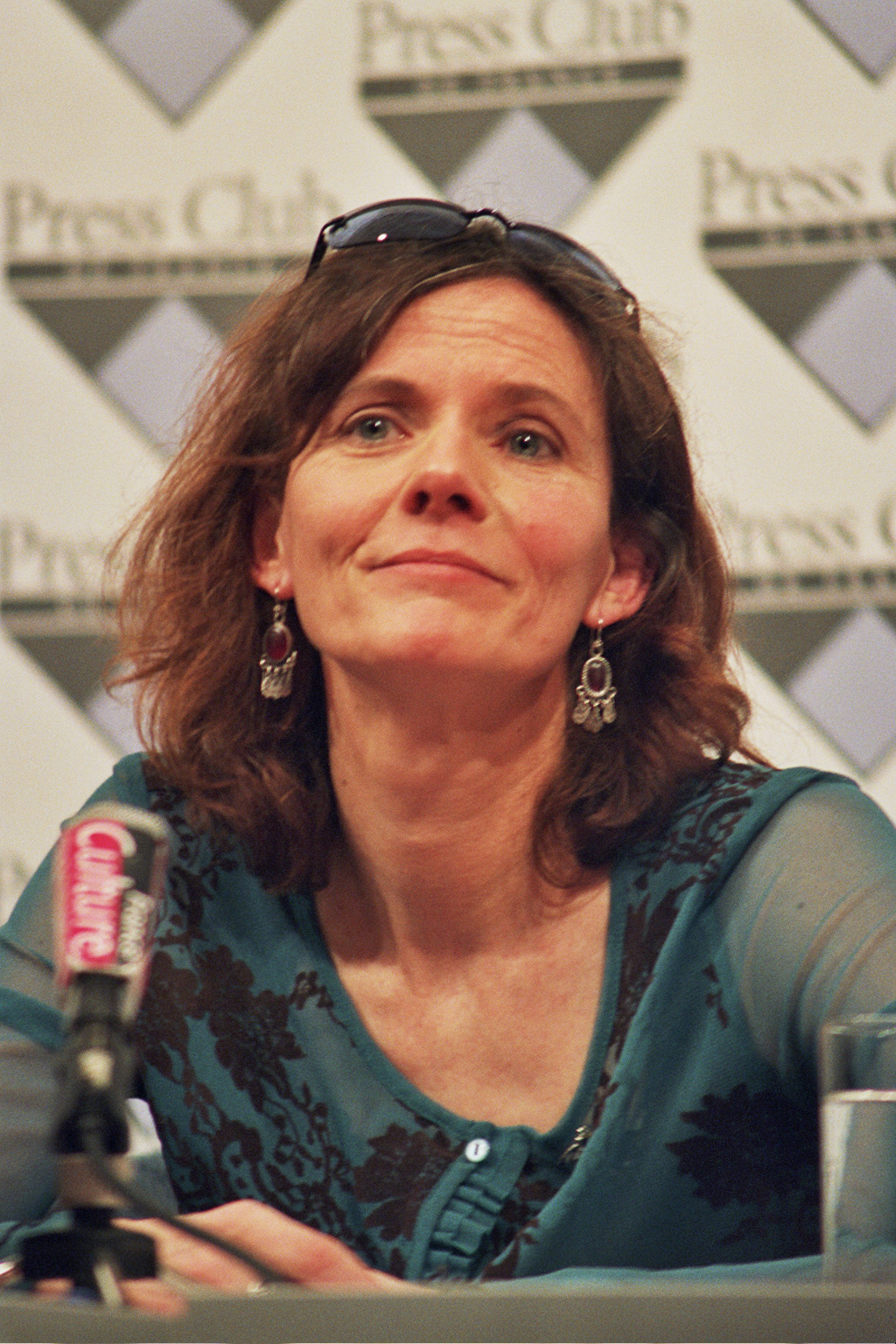
Florence Aubenas
(* 1961)

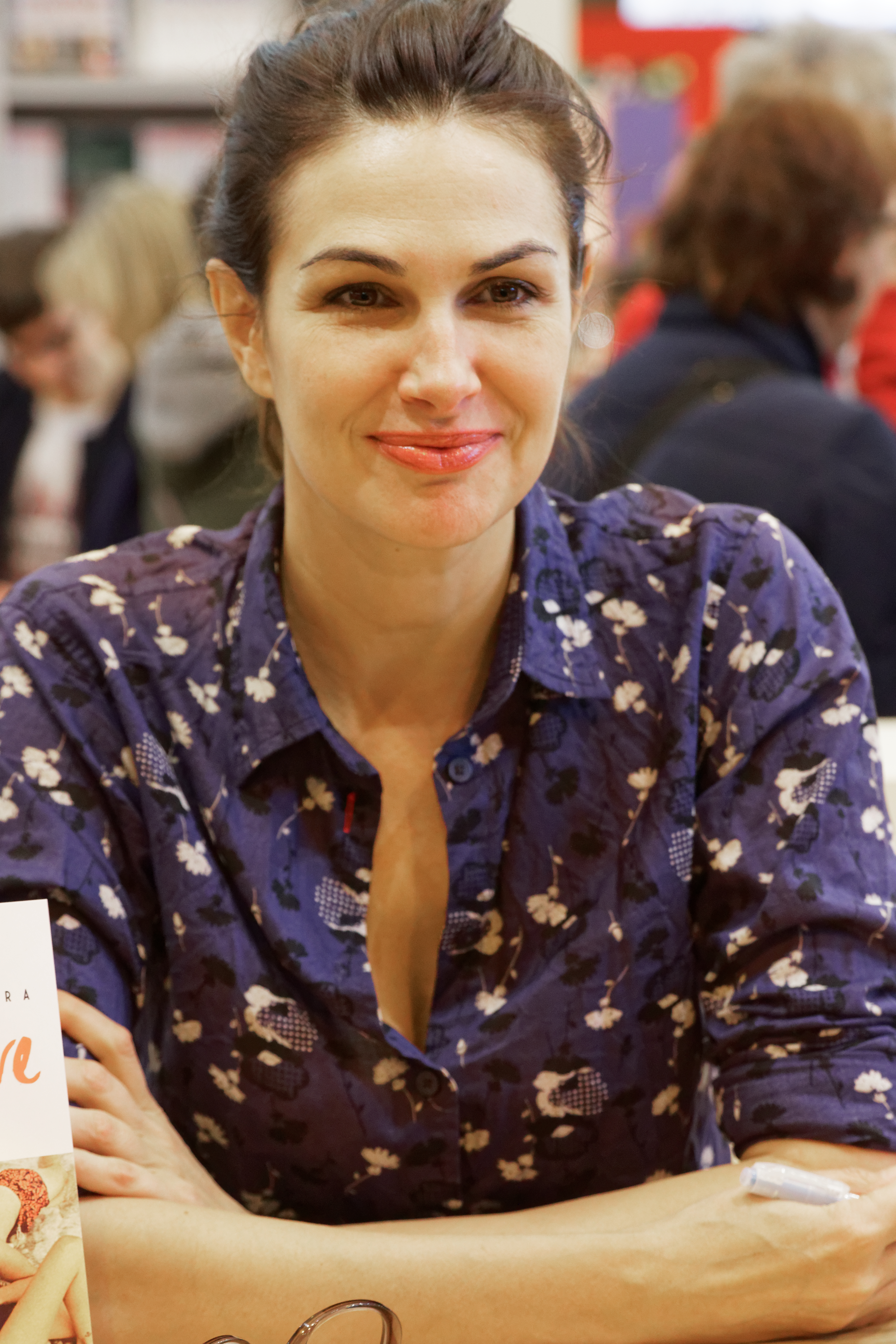
Helena Noguerra
(* 1969)

- Philippe Allaert (* 1961), Jazz- und Fusionmusiker
- Florence Aubenas (* 1961), französische Journalistin
- Éric Bachelart (* 1961), Rennstallbesitzer und Autorennfahrer
- Carsten Höller (* 1961), Objekt- und Installationskünstler
- Astrid von Belgien (* 1962), Prinzessin
- René Zeller (1962–2018), Schweizer Historiker und Journalist
- Philippe Lamberts (* 1963), Politiker
- Riccardo Materazzi (* 1963), italienischer Mittelstreckenläufer
- Michel Weber (* 1963), Philosoph
- Marianne Basler (* 1964), französische Schauspielerin schweizerischer Herkunft
- Bart Defoort (* 1964), Jazzmusiker
- Nicolas Fiszman (* 1964), Jazz- und Fusionmusiker
- Christophe Beaucarne (* 1965), Kameramann
- Bruno Bruyère (* 1965), Brüssel
- David Linx (* 1965), Jazz- und Chanson-Sänger und Komponist
- Élisa Brune (1966–2018), Schriftstellerin und Journalistin
- Stéphane De Groodt (* 1966), Schauspieler
- Patrick Ouchène (* 1966), Sänger
- Jeanfrançois Prins (* 1967), Jazzmusiker
- Anne Wolf (* 1967), Jazzmusikerin
- Natacha Amal (* 1968), Schauspielerin
- Frédéric Etherlinck (* 1968), wallonischer Sänger
- Nicolas Thys (* 1968), Jazzmusiker
- Frédéric Vercheval (* 1968), Komponist
- Stéphane Galland (* 1969), Fusion- und Jazzmusiker
- Stéphane Ginsburgh (* 1969), Pianist und Hochschullehrer
- Youri Mulder (* 1969), niederländischer Fußballspieler, -trainer und Sportkommentator
- Helena Noguerra (* 1969), Sängerin, Schauspielerin und Schriftstellerin
- Hubertus Regout (* 1969), Schauspieler
- Kitty Crowther (* 1970), Autorin und Illustratorin von Bilderbüchern

### 1971–1980

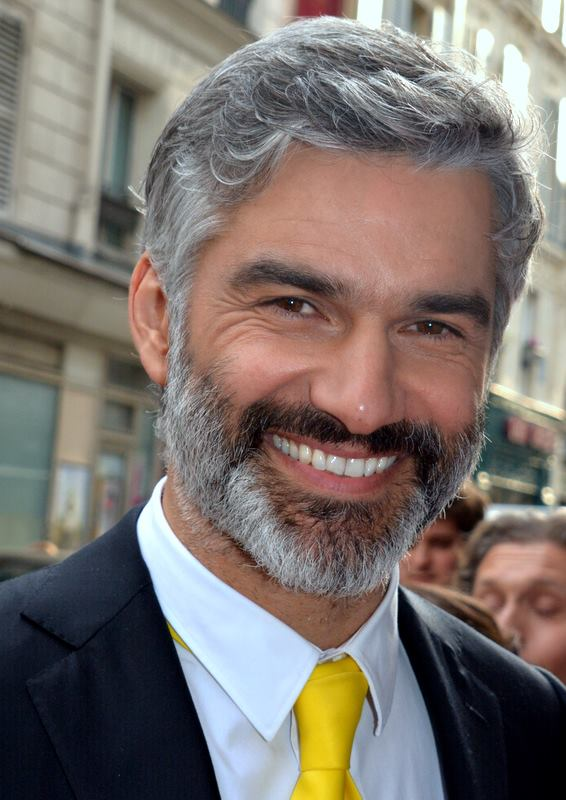
François Vincentelli
(* 1971)

- François Vincentelli (* 1971), belgischer Schauspieler korsischer Herkunft
- Brian Molko (* 1972), britisch-US-amerikanischer Musiker
- Laurence Tieleman (* 1972), italienischer Tennisspieler
- Lubna Azabal (* 1973), belgisch-marokkanisch-spanische Schauspielerin
- Stéphane Lémeret (* 1973), Journalist und Autorennfahrer
- Stefan Casteleyn (* 1974), Squashspieler
- Julia Koschitz (* 1974), österreichische Schauspielerin
- Laetitia Calmeyn (* 1975), römisch-katholische Theologin
- Vanina Ickx (* 1975), Rennfahrerin, Tochter von Jacky Ickx
- Julien De Smedt (* 1975), belgisch-dänischer Architekt
- Udo Mechels (* 1976), flämischer Sänger
- Edna Stern (* 1977), belgisch-israelische Pianistin
- Olivier Theyskens (* 1977), Modedesigner
- Fréderic Verrycken (* 1977), deutscher Politiker (SPD)
- Bülent Akın (* 1978), belgisch-türkischer Fußballspieler
- Duke Tshomba (* 1978), Basketballspieler
- Joachim Florent (* 1979), Jazzmusiker
- Sophie Tassignon (* 1980), Improvisationsmusikerin

### 1981–1990

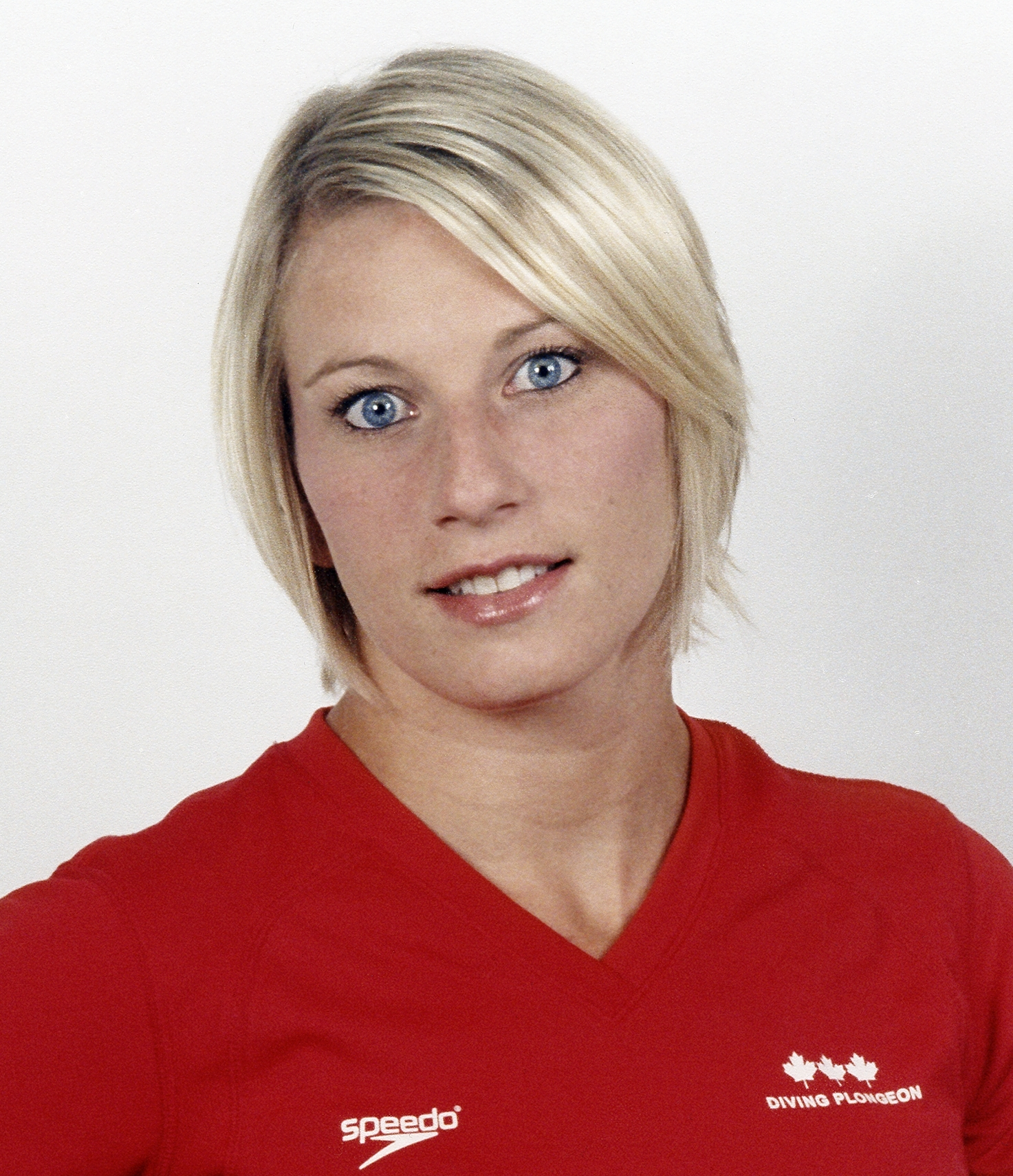
Émilie Heymans
(* 1981)

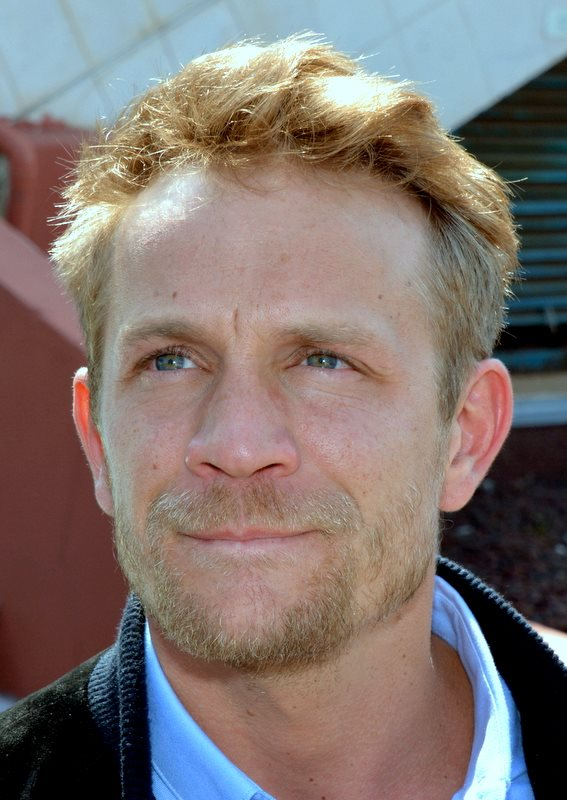
Jérémie Renier
(* 1981)

- Émilie Heymans (* 1981), kanadische Wasserspringerin
- Laurence van Malderen (* 1981), Basketballspielerin
- Jérémie Renier (* 1981), Theater- und Filmschauspieler
- Adeline Dieudonné (* 1982), Schriftstellerin, Filmproduzentin und Bühnenschauspielerin
- Urko Pardo (* 1983), spanisch-belgischer Fußballtorwart
- Nicolas Achten (* 1985), Dirigent, Sänger, Lautenist, Cembalist und Harfenist
- Faris Haroun (* 1985), Fußballspieler
- Stromae (* 1985), Musiker
- Nico Verdonck (* 1985), Rennfahrer
- Yves Makabu-Makalambay (* 1986), kongolesisch-belgischer Fußballspieler
- Axel Bäck (* 1987), schwedischer Skirennläufer
- Chloé Graftiaux (1987–2010), Sportkletterin
- Timm Wilke (* 1988), Chemiker
- Salah Abdeslam (* 1989), französischer mutmaßlicher islamistischer Terrorist marokkanischer Herkunft
- Ibrahim Maaroufi (* 1989), belgisch-marokkanischer Fußballspieler
- Benjamin Mokulu (* 1989), kongolesisch-belgischer Fußballspieler
- Umut Gündoğan (* 1990), belgisch-türkischer Fußballspieler
- Omar El Kaddouri (* 1990), marokkanisch-belgischer Fußballspieler
- Jenna Thiam (* 1990), französische Schauspielerin und Synchronsprecherin
- Petite Noir (* 1990), belgisch-kongolesischer Sänger und Songwriter

### 1991–2000
- Arnor Angeli (* 1991), Fußballspieler
- Tanguy Cosyns (* 1991), Hockeyspieler

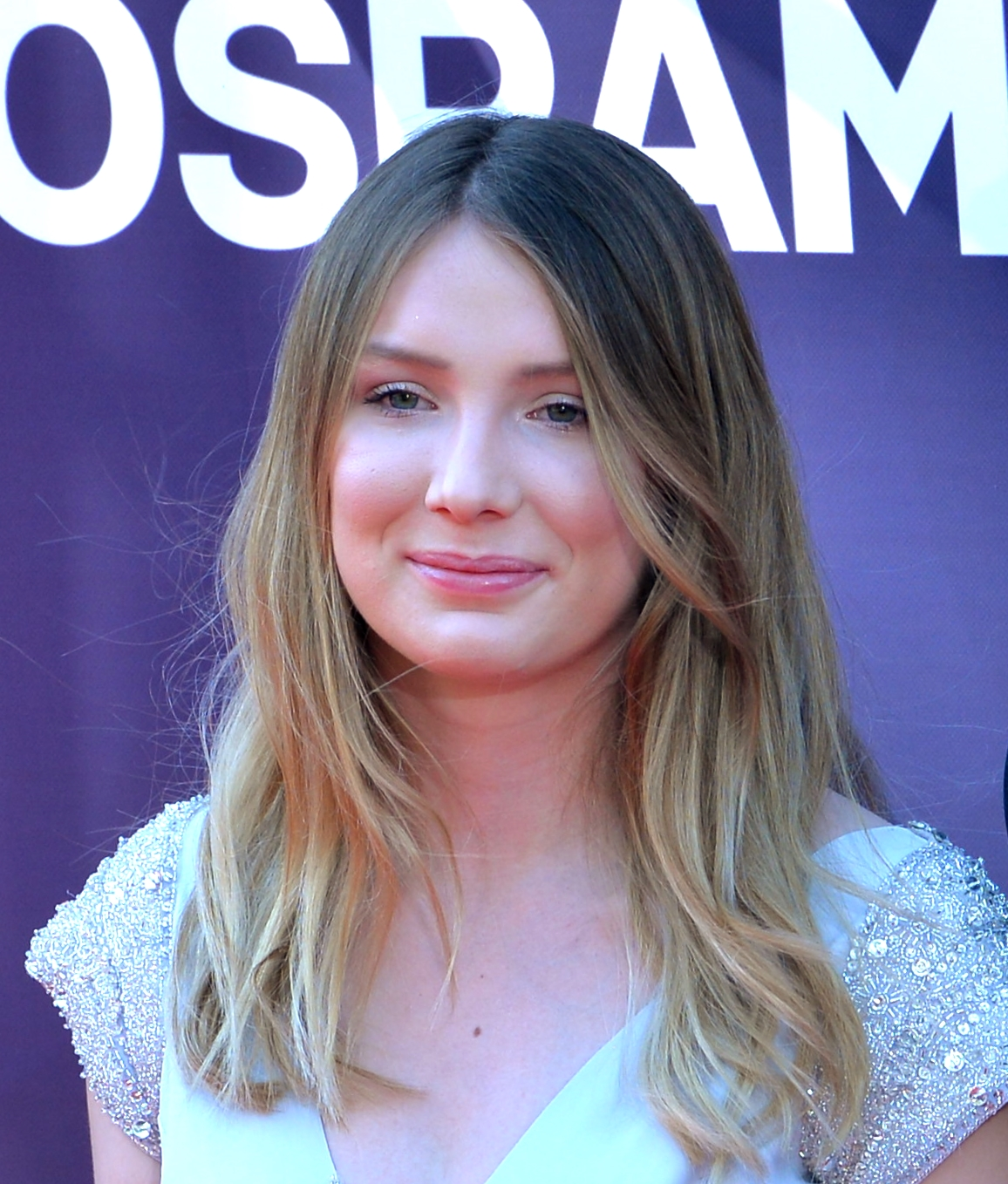
Blanche
(* 1999)

- Grégory Mertens (1991–2015), Fußballspieler
- Jonas Bloquet (* 1992), Schauspieler
- Michy Batshuayi (* 1993), Fußballspieler
- Lost Frequencies (* 1993), DJ und Produzent
- Hanne Verbruggen (* 1993), Langstreckenläuferin
- Frederic Vystavel (* 1993), dänischer Ruderer
- Tayfun Aksoy (* 1994), belgisch-türkischer Fußballspieler
- Joris Kayembe (* 1994), Fußballspieler
- Junior Malanda (1994–2015), Fußballspieler kongolesischer Herkunft
- Luca Masso (* 1994), argentinischer Hockeyspieler
- Nafissatou Thiam (* 1994), Siebenkämpferin
- Baptiste Guillaume (* 1995), Fußballspieler
- Adnan Januzaj (* 1995), Fußballspieler kosovo-albanischer Herkunft
- Yumi Lambert (* 1995), Model
- Celine Buckens (* 1996), belgisch-britische Schauspielerin
- Andy Kawaya (* 1996), Fußballspieler
- Charly Musonda (* 1996), Fußballspieler sambischer Herkunft
- Aaron Leya Iseka (* 1997), Fußballspieler
- Ismail Azzaoui (* 1998), Fußballspieler marokkanischer Herkunft
- Orel Mangala (* 1998), Fußballspieler
- Blanche (* 1999), Sängerin
- Mohamed Amissi (* 2000), belgisch-burundischer Fußballspieler
- Toumani Camara (* 2000), Basketballspieler

## 21. Jahrhundert
- Ugo de Wilde (* 2002), Autorennfahrer
- Victor Polster (* 2002), Tänzer und Schauspieler
- Zara Rutherford (* 2002), belgisch-britische Pilotin
- Roméo Lavia (* 2004), Fußballspieler
- Ema Kovacevic (* 2006), Tennisspielerin
- Nina Pinzarrone (* 2006), Eiskunstläuferin